# Max Hymans
Pour les articles homonymes, voir Hymans.
Max Hymans, né le 2 mars 1900 à Paris et mort le 7 mars 1961 à Saint-Cloud, est un homme politique français. Député socialiste, puis néo-socialiste, mais rallié au Front populaire en 1936, il occupe plusieurs postes ministériels avant 1939. Après avoir voté les pleins pouvoirs constituants au maréchal Pétain (10 juillet 1940) comme la majorité des députés socialistes, il entre en résistance dès la fin de 1940, en liaison avec le SOE britannique à partir de 1941, puis au sein de la France libre après son départ pour Londres en mars 1942. Après la guerre, il a une activité politique seulement au niveau local (département de l'Indre et commune de Valençay), mais occupe une place importante dans les affaires de l'aviation civile en étant notamment président d'Air France de 1948 à 1961.

## Biographie

### Origines familiales et formation
Issu d'une famille juive, Max Hymans est le fils de Raphaël Hymans, issu d'une famille d'immigrés hollandais et devenu français en 1885, fabricant de chemises à Paris.
Sa mère est Sarah Geismar, née à Dambach-la-Ville (Bas-Rhin), sœur du général Gédéon Geismar (1863-1931)
Il fait ses études secondaires au collège Rollin (actuel lycée Jacques-Decour). Après le baccalauréat, il obtient un diplôme d'ingénieur des arts et manufactures de l'École centrale de Paris (promotion 1923) en menant parallèlement des études de droit.

### Carrière professionnelle dans l'entre-deux-guerres
Il entre comme ingénieur aux chantiers de Clairoix près de Compiègne (Oise), où il a un conflit avec l'administrateur délégué au sujet des salaires des ouvriers français et de leur relève par des ouvriers étrangers encore plus mal payés.
Le 22 octobre 1925, il s'inscrit comme avocat à la cour d'appel de Paris et ouvre un cabinet spécialisé dans les affaires de contrefaçon et de brevets, ce qui lui permet d'utiliser sa double compétence d'ingénieur et de juriste.

### Carrière politique dans l'entre-deux-guerres
En 1925, il adhère à la SFIO et collabore au travail parlementaire de l'avocat Marcel Plaisant, député radical du Cher et délégué de la France à la Société des Nations, comme lui spécialisé dans les affaires de brevets et de contrefaçon. Il lui prépare des propositions de loi concernant les salariés agricoles, les petits commerçants ou les brevets d'invention.

#### À la SFIO (1928-1933)
Le 22 avril 1928, il est élu député de la deuxième circonscription de l'Indre (Valençay, Écueillé, Châtillon-sur-Indre, Buzançais et Levroux). Il bat le maire de Moulins-sur-Céphons, Guillaume d'Ornano (1894-1985), avec 7 663 voix sur 15 017 votants. C'est le début d'une carrière politique nationale, qui va durer douze ans.
Il est élu au conseil municipal de Valençay, le maire étant Eugène Colin, puis au conseil général de l'Indre. Il restera conseiller municipal jusqu'à sa révocation par le régime de Vichy en 1941. Sa carrière politique locale reprendra après la guerre.
En 1932, il est réélu député de la deuxième circonscription de l'Indre. Il améliore fortement sa position, en effet au premier tour, il obtient 40 % des voix des électeurs inscrits. Au deuxième tour il bat de nouveau le candidat de droite Guillaume d'Ornano, par 8 150 voix contre 5 278, malgré le maintien du candidat communiste, Marius Ollivier.
Rapporteur du budget de l'Air à la Chambre, il vote le 31 août 1933 pour la fusion des compagnies aériennes françaises (Air Orient, Air Union, Cidna et SGTA Farman) en une seule : Air France, qui rachète ensuite l'Aéropostale qui a fait faillite. Air France nait le 7 octobre à l'aéroport du Bourget. Cette réalisation d'Air France est à mettre au crédit de Pierre Cot.

#### Au Parti socialiste de France (décembre 1933-1935)
Il quitte la SFIO pour le Parti socialiste de France-Union Jean Jaurès (PSdF), qui défend les idées du néo-socialisme avec pour devise « Socialiste, Républicain, Français », créé en décembre 1933 après l'exclusion des chefs néo-socialistes (Déat, Marquet, Renaudel, etc.) lors du Conseil national de la SFIO de novembre 1933. Ce parti, présidé par Max Bonnafous, compte une quarantaine de parlementaires issus du groupe SFIO.
Comme tous les néo-socialistes, Max Hymans est partisan de la participation des socialistes aux gouvernements radicaux, ce qui est refusé par la majorité de la  SFIO (Léon Blum). Il se prononcé de nombreuses fois en faveur de la création d'un ministère de l'économie, et en politique extérieure, en faveur d'une union militaire avec l'URSS et la Yougoslavie.
Max Hymans se rend à deux reprises en URSS, en qualité de rapporteur de la commission de l'Air. Il en revient chaque fois plus convaincu de la puissance de l'armée soviétique. Les Russes lui ont montré un lâcher d'unités parachutistes. Il en a été très impressionné, ce corps n'existant pas encore dans l'armée française (il sera créé en 1935 à Avignon-Pujaut, dépendant de la base d'Istres, concrétisant une initiative de Pierre Cot, sous la direction technique d'un officier soviétique, au moment de la signature du traité d'amitié franco-soviétique de 1935.

#### À l'Union socialiste et républicaine (à partir de 1935)
En 1935, le PSdF et deux autres partis socialistes, le Parti socialiste français et le Parti républicain-socialiste, fusionnent pour former l'Union socialiste républicaine (USR).

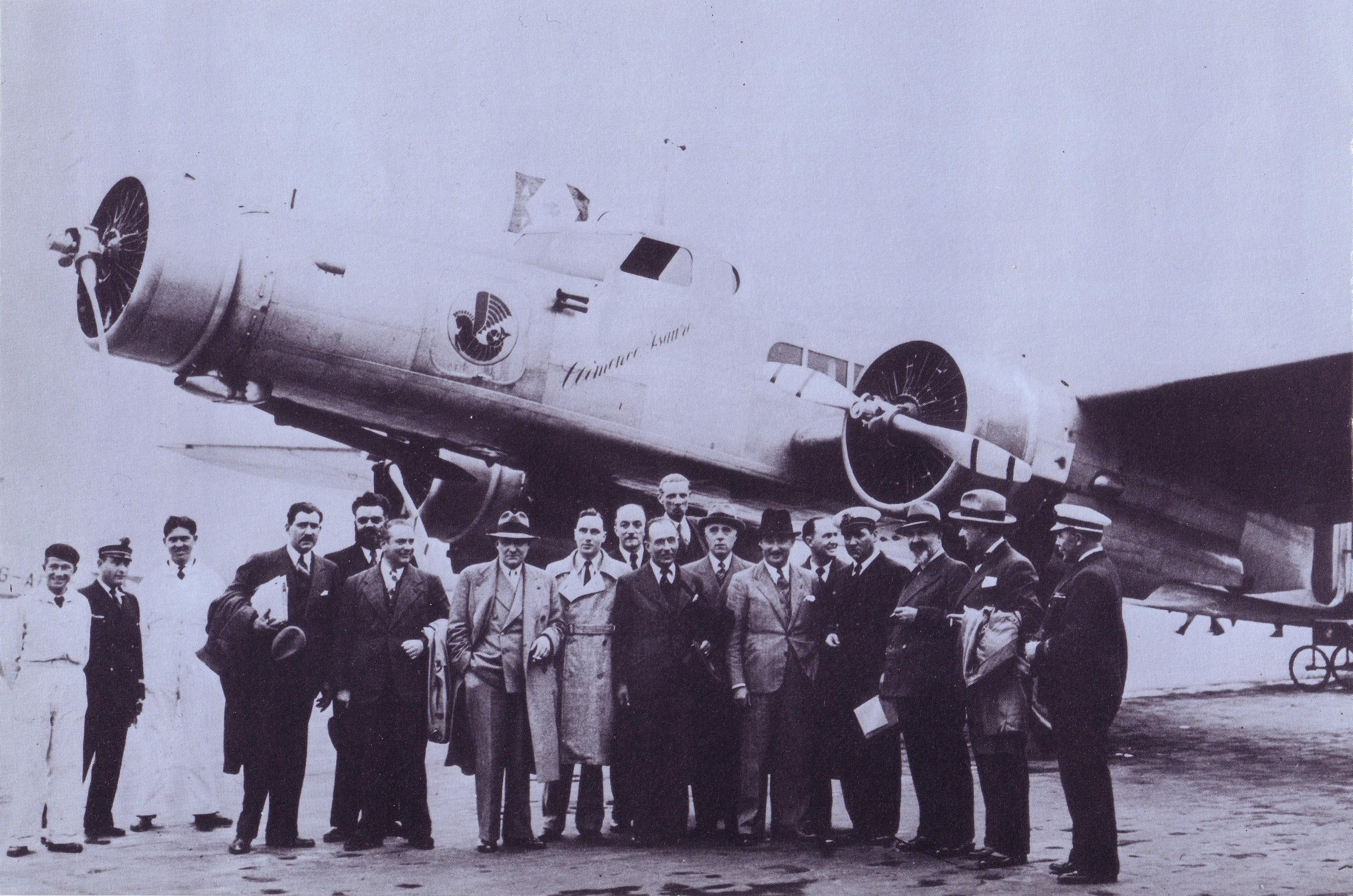
Max Hymans, rapporteur de la commission de l'air de la Chambre des Députés, en escale à Vienne et en partance pour Moscou, devant un Dewoitine D 338, en 1936.

En 1936, il est réélu député pour la troisième fois sous l'étiquette USR, au deuxième tour contre le candidat radical Alexis. L'Indre devient ainsi l'un des bastions de l'USR, avec Louis Dechizeaux, élu député de Châteauroux.
Il est nommé secrétaire général de la délégation des Gauches[Quand ?], qui conduit au Front populaire. Il représente la France à la conférence des capitulations de Montreux.

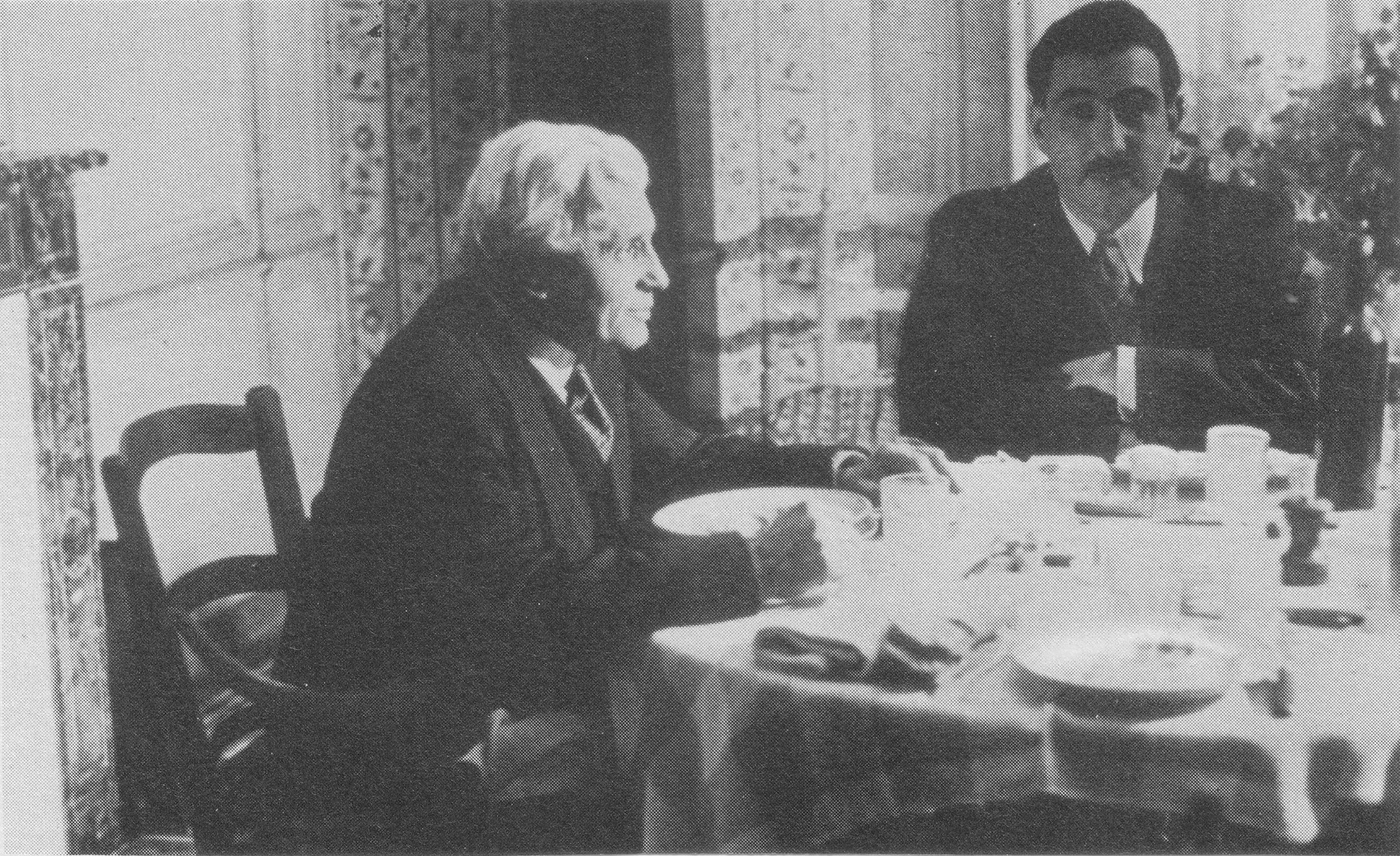
Max Hymans chez Joseph Paul-Boncour à Saint-Aignan.

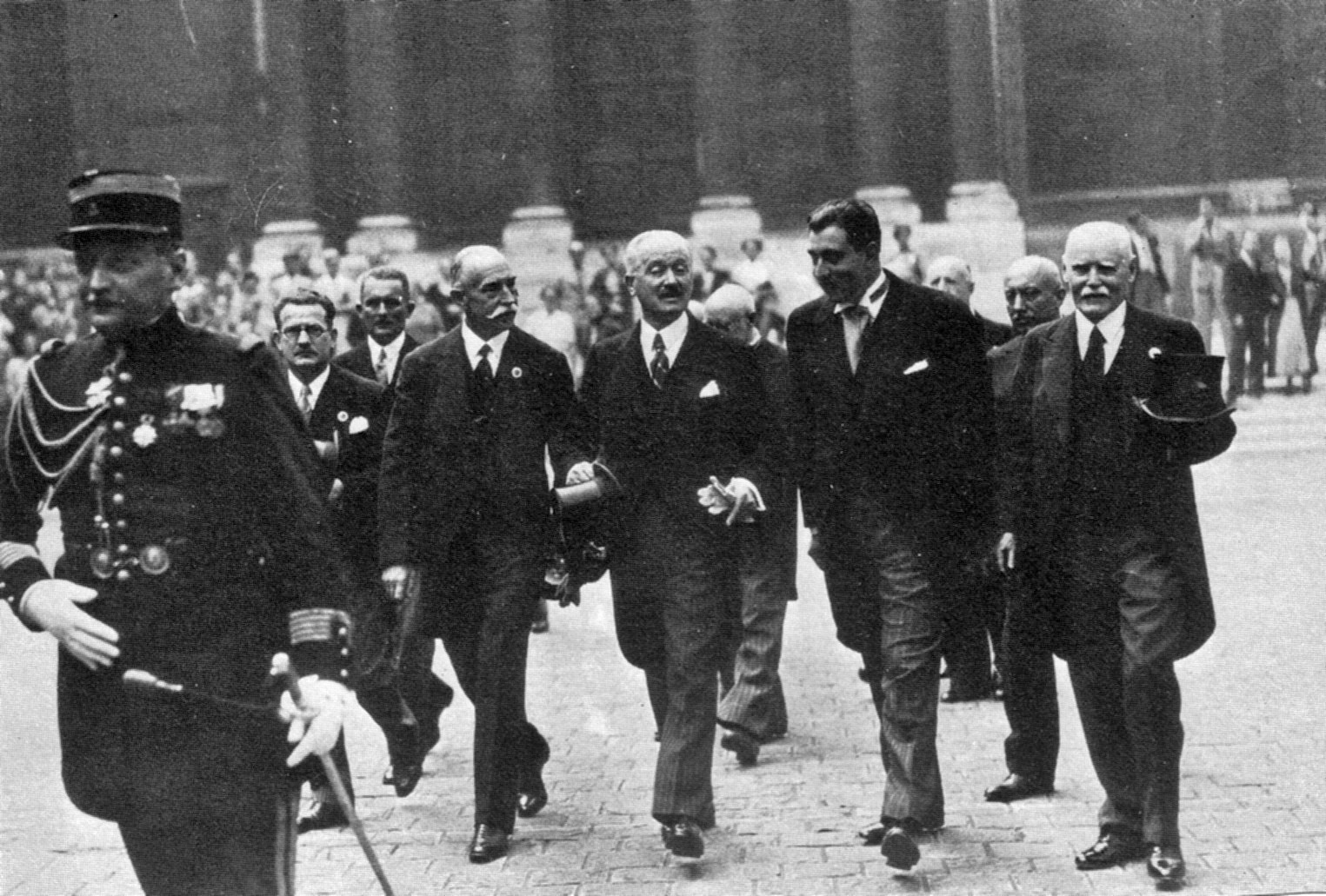
Max Hymans aux côtés d'Albert Lebrun dans la cour de la Sorbonne à l'occasion de l'Exposition universelle de 1937.

Le 28 janvier, il se marie avec Monique Maurey. Les témoins de sa future épouse étaient les amis de son beau-père : Tristan Bernard et Sacha Guitry. Max Maurey avait été, auparavant en 1935, témoin, lors du mariage de Sacha Guitry et Jacqueline Delubac. Les siens étaient Édouard Herriot, alors président de la Chambre des députés, et Joseph Paul-Boncour, président de son groupe parlementaire.
En raison des grèves de 1936, la préparation de l'Exposition universelle, a pris un retard important. L'ouverture est prévue symboliquement le 1er mai, date importante pour un gouvernement de Front populaire. Tout retard ferait l'objet de moqueries de la part de la droite. Le gouvernement souhaite absolument respecter cette date. Il nomme Max Hymans commissaire général de l'Exposition. Il parvient à respecter les délais impartis, contribuant à construire sa réputation d'homme énergique. Certes des bâtiments n'étaient pas terminés (ex. : le palais d'Iéna, œuvre d’Auguste Perret, qui ne sera terminé qu'en 1946), certains appelés à durer, ne le seront qu'après sa fermeture. Cela est passé inaperçu auprès du public.
Le jour de l'ouverture, deux pavillons, qui se font face, sont terminés et reçoivent la médaille d'or de l'exposition : celui de l'Allemagne nazie et celui de l'URSS.
Le 10 octobre, Max Hymans est réélu conseiller général de l'Indre pour le canton de Valençay.
En mars-avril[Quand ?], il dirige l'organisation semi-clandestine créée par Léon Blum pour armer la République espagnole, lorsque l'on constate que ni l'Allemagne, ni l'Italie, ne respectent le pacte de non intervention, signé par l'ensemble des pays européens.
Secrétaire d'État au Commerce, il se rend, accompagné de sa femme, à la foire internationale de San Francisco. Là, il fait la rencontre, qui aura une énorme répercussion dans sa vie de résistant, d'André Girard qui est chargé de la décoration du pavillon français. Son amitié pour André Girard ne se démentira jamais.
En août 1939, il fait partie d'une mission française conduite par le général Aimé Doumenc qui se rend à Moscou afin de convaincre Staline de déclarer la guerre à l'Allemagne avec la France et le Royaume-Uni. Il est choisi en raison des bonnes relations qu'il a entretenues avec le NKVD pendant la guerre civile espagnole. Mais le 23 août, Staline signe le pacte germano-soviétique.

### Débuts de la Seconde Guerre mondiale (septembre 1939-10 juillet 1940)

#### La drôle de guerre et la défaite de juin 1940

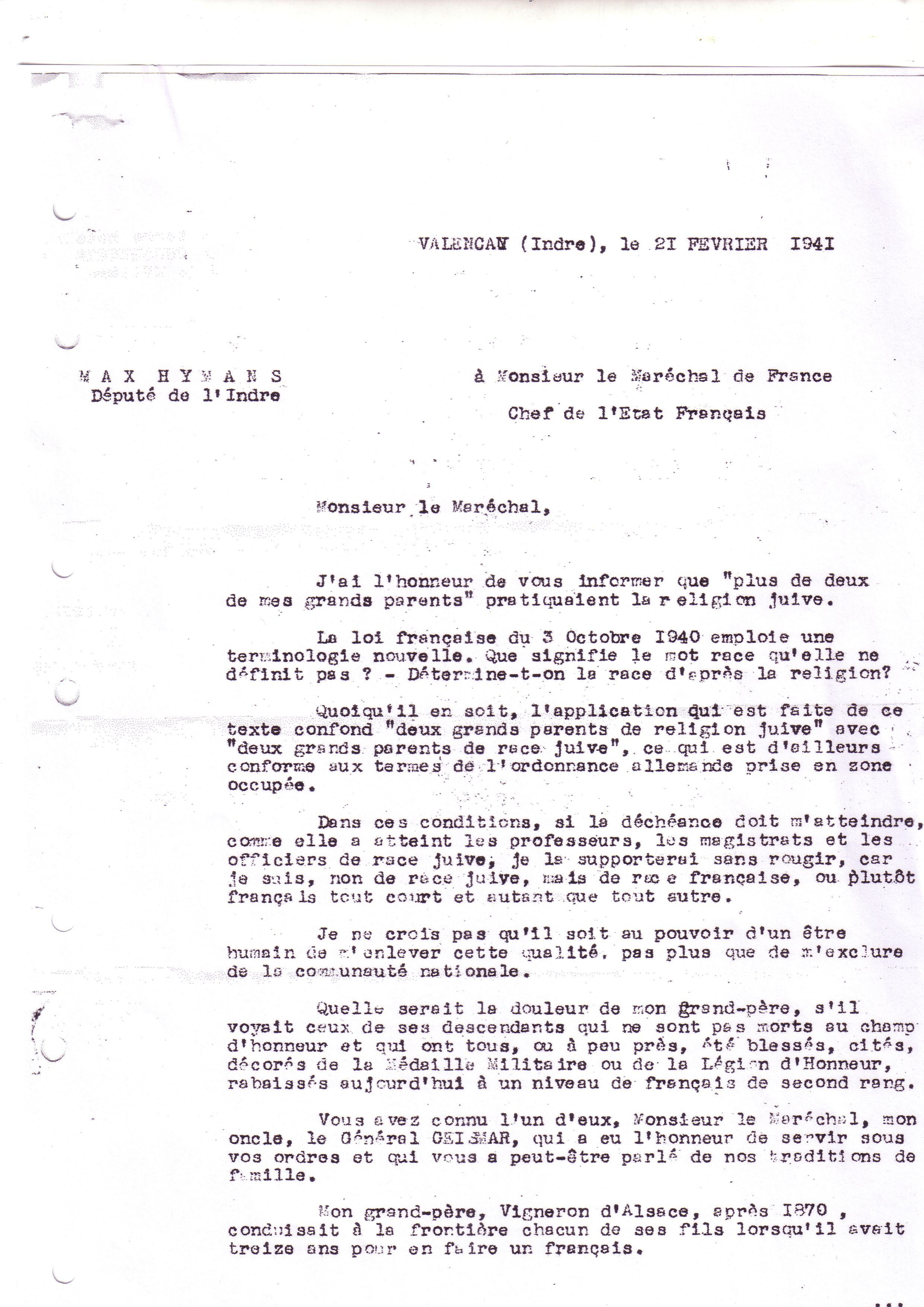
Lettre de Max Hymans à Philippe Pétain, première partie.

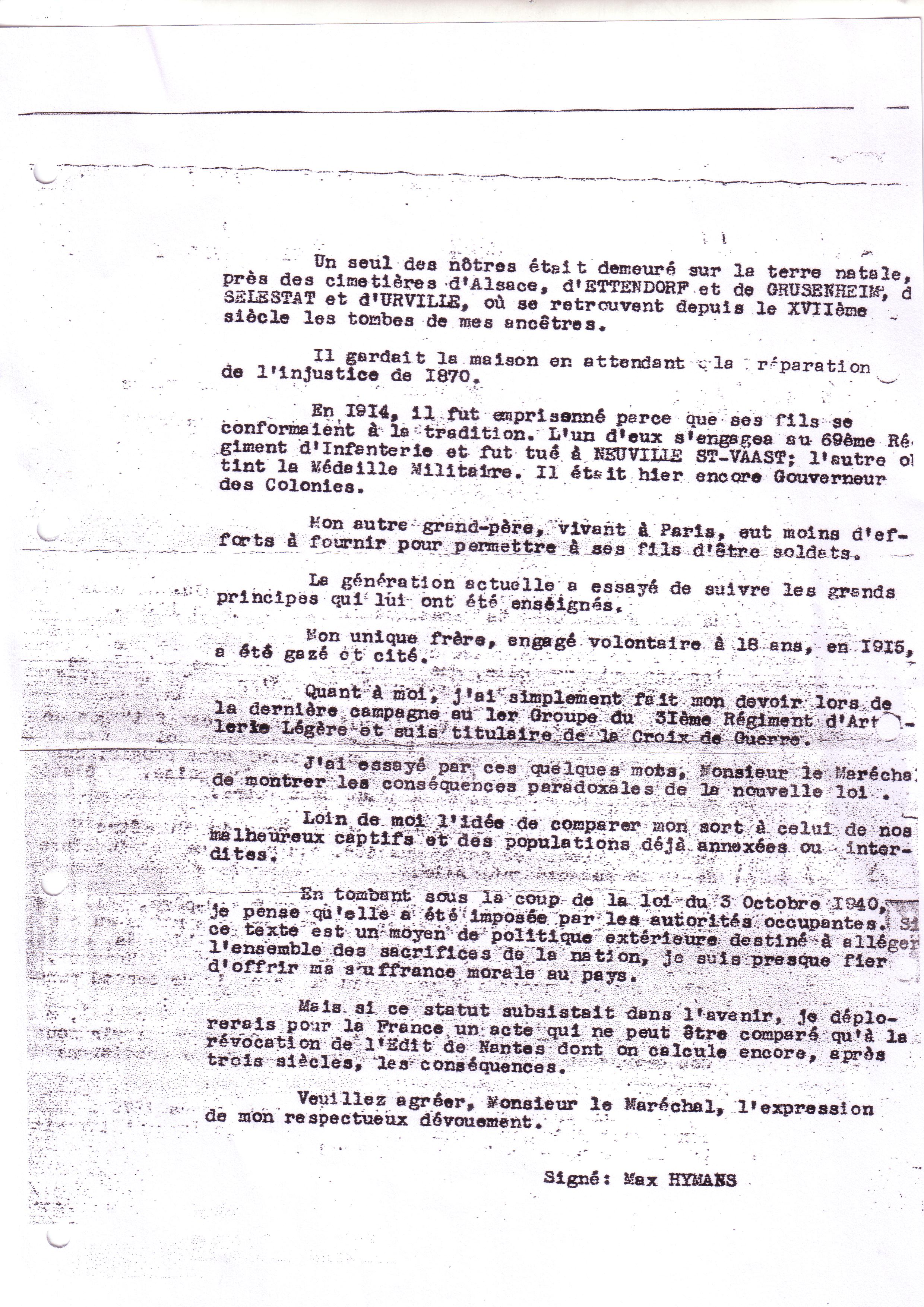
Deuxième partie.

Bien que dégagé de ses obligations militaires en qualité de parlementaire, il demande son intégration dans l'armée. Il fait partie des quelques rares députés à demander à servir, avec Jean Pierre-Bloch, Pierre Mendès France et François Chasseigne. 
Il refuse absolument un poste dans un état-major, où l'armée tient à le placer, mais demande un poste dans un régiment de combat. Le 17 avril 1940, il reçoit une affectation au 31e régiment d'artillerie divisionnaire de campagne, avec le grade de capitaine. Il s'agit d'une unité hippomobile équipée de canons de 75 stationnée à la frontière du Luxembourg. 
En mai et juin, durant l'offensive victorieuse de la Wehrmacht, il participe aux batailles du Luxembourg, de l'Aisne et de l'Ailette. Il est décoré de la croix de guerre avec deux citations. 
Le 22 juin, le gouvernement, présidé par le maréchal Pétain depuis le 16, conclut l'armistice avec l'Allemagne.

#### L'avènement du régime de Vichy (10 juillet 1940)
Le 10 juillet, à Vichy, arrivant du front après avoir vécu l'effondrement militaire et été abasourdi par l'exode des populations, il participe à l'Assemblée nationale (chambre des députés et Sénat siégeant ensemble) réunie au sujet des pouvoirs constituants à attribuer au maréchal Pétain. 
Il vote les pleins pouvoirs, comme la grande majorité des parlementaires présents. Seulement 80 d'entre eux votent contre, notamment Léon Blum.
Il s'en expliquera publiquement dans une lettre adressée au préfet de l'Indre, ainsi que dans deux discours prononcés les 19 août et 22 octobre 1944 : « Je suis arrivé à Vichy la veille de l'Assemblée après avoir assisté à l'exode des populations civiles sans précédent dans l'histoire. Je croyais qu'en attendant le redressement allié et la défaite allemande, les intérêts immédiats des populations françaises seraient défendus. »
Cette journée qui va permettre l'instauration de l'État français ou régime de Vichy, met fin à la Troisième République.

### La Résistance

#### Contacts avec la France libre (août 1940)
Mais, dès août 1940, il constate que la politique du maréchal n'est pas la politique de résistance camouflée qu'il l'espérait.
Il cherche à entrer en contact avec la France libre, constituée à Londres autour du général de Gaulle depuis l'appel du 18 Juin), par différentes voies. 
Il demande d'abord à Farki Pacha, ambassadeur d'Égypte[réf. nécessaire], de lui d'assurer cette liaison, mais celui-ci le reçoit froidement, quand il comprend ses intentions, l'Égypte souhaitant une victoire allemande qui entraînerait le départ des Britanniques de son territoire. 
Il remet ensuite des messages à des personnes de confiance se rendant à l'étranger, comme l'attaché commercial français à Stockholm. Deux courriers parviennent à Londres : l'un confié à M. Beaujard, l'autre à Madame Bonnet, pour faire savoir à Londres « qu'il se considère comme mobilisé et qu'il se tient à la disposition de la France libre pour tout travail à effectuer à l'intérieur ». Il précise qu'il habite à 20 km de la ligne de démarcation, ce qui lui permettrait de faciliter les liaisons entre les deux zones.
Il obtient des documents officiels par l'intermédiaire d'Eirik Labonne, ambassadeur de France à Moscou jusqu'en 1939, qu'il a retrouvé à Vichy au ministère des Affaires étrangères. Il les fait parvenir à Londres par l'intermédiaire de Madame Cathala et du consulat britannique de Barcelone. Les documents portent sur les sujets suivants :
- consignes quotidiennes de censure de la presse ;
- copies des procès-verbaux des séances de la Commission allemande d'armistice de Wiesbaden ;
- copie d'un rapport du général Doyen, délégué à cette commission ;
- informations relatives aux prélèvements allemands sur le ravitaillement ;
- informations sur la mise en route des fabrications pour l'Allemagne ;
- renseignements sur l'emplacement des troupes ennemies.

#### Contacts avec le réseau britannique Buckmaster (1941)

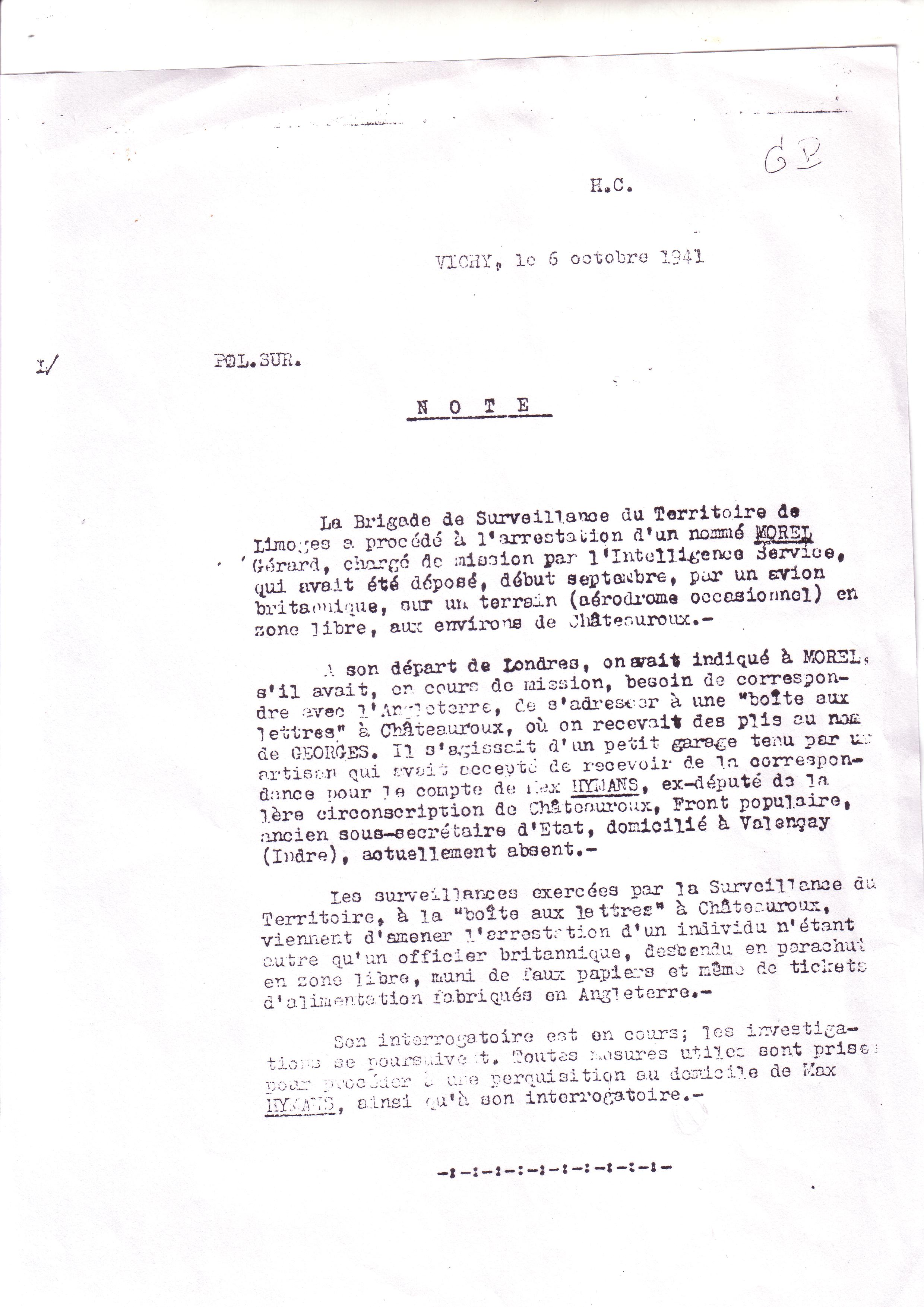
Note administrative du régime de Vichy annonçant une prochaine perquisition au domicile de Max Hymans.

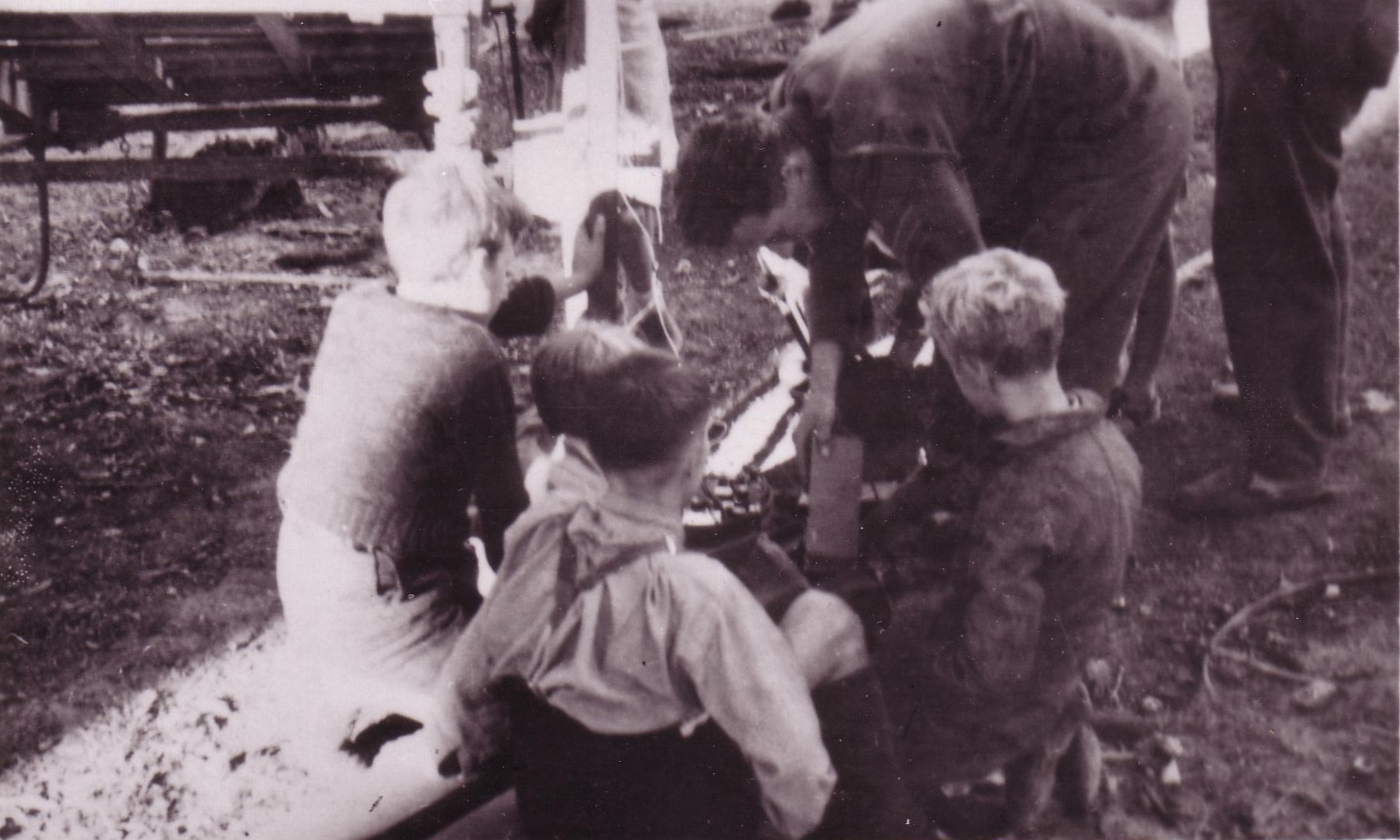
Max Hymans et un container parachuté

La lettre confiée à M. Beaujard est un message destiné à André Labarthe. Il parvient à Londres au bout de plusieurs mois par l'intermédiaire d'un diplomate sud-américain. Max Hymans écrit : « Je t'écoute à la radio, je veux servir la même cause que toi. Je suis à Valençay avec ma femme et mon beau-père. Je t'envoie un diplomate neutre rencontré à Vichy. Réponds si tu le peux. ».
André Labarthe, au lieu de le mettre en contact avec la France Libre, va trouver Thomas Cadett qu'il a connu comme correspondant du Times à Paris, mais qui est aussi un agent du Secret Intelligence Service. Thomas Cadett a intégré la section française (section F) du Special Operations Executive, dirigé par le colonel Maurice Buckmaster.
Le 7 mai 1941, Georges Bégué, parachuté près de Valençay, se présente à son domicile ; c'est le premier opérateur radio envoyé en France par le SOE. Pour convaincre Max Hymans qu'il vient de Londres, Georges Bégué lui présente le permis de conduire d’André Labarthe, sur lequel ce dernier a écrit : « Tu peux faire une confiance absolue à celui qui te remettra ce document ».
Dans l'après-midi du 8, Max Hymans emmène Bégué à Saint-Aignan pour le présenter à Joseph Paul-Boncour. Il utilise alors le pseudonyme « Frédéric ». Il demande à son frère de lui trouver un logement à Châteauroux. André Hymans en trouve un au numéro 14 de la rue des Pavillons. Max Hymans le met alors en relation avec deux de ses amis, Henri Renan, pharmacien, qui va devenir la première boîte aux lettres du SOE en France, et Marcel Fleuret, garagiste rue de la Couture.
Le premier message radio à destination du SOE à Londres est envoyé le 9 mai 1941. (D'après Georges Bégué, émettre depuis Châteauroux, ville de 30 000 habitants, n'est pas si difficile que l'on l'imagine généralement. La police locale, qui n'a pas de véhicules goniométriques, doit faire appel à ceux de l'Armée d'armistice, qui refuse d'aider la police (dès l'entrée de ses véhicules de repérage, elle coinçait l'aiguille de ses appareils[pas clair] en bas à gauche afin que personne, y compris eux-mêmes[pas clair], ne sache d'où les émissions provenaient). Le gouvernement de l'État français est au courant mais n'ose pas s'opposer aux militaires sur ce sujet (l' Abwehr l'était également[réf. nécessaire]). C'est la raison pour laquelle Pierre Laval autorise au début de 1942 des unités de la Wehrmacht à effectuer des repérages en zone libre.) Dans ce message, Georges Bégué donne l'adresse de Fleuret comme boîte aux lettres.
Max Hymans apprend de Georges Bégué que le SOE est un service d'action, pas seulement un service de renseignements. Les deux hommes, tout en recrutant de nouvelles boîtes aux lettres, comme le docteur Pierre Samuel, orientent alors leur action vers la recherche de terrains adaptés à des parachutages ou des atterrissages. Ils en repèrent un près de Tendu, dans un champ situé derrière la ferme « Les Cerisiers » exploitée par les frères Ernest et Auguste Chantraine, maire socialiste de Tendu.
Max Hymans a trouvé un moyen pratique pour passer de la zone occupée à la zone libre, grâce à un entrepreneur de travaux publics exploitant de graviers dans le Cher, à Chabris, qui possède une grue dont un pied se trouvait en zone libre et l'autre en zone occupée. Sous cette grue se trouvait un wagonnet ; par ce wagonnet on passait aisément d'une zone à l'autre.[pas clair] (en 1942, Boivin se mettra au service du Bureau central de renseignements et d'action (BCRA), service de renseignement de la France libre. Un parachutage effectué à Luçay-le-Mâle en janvier 1943 ayant été repéré par la gendarmerie de Valençay, il sera arrêté et mourra en déportation).

#### Création du réseau Lucas-Autogiro (Buckmaster)
Max Hymans est le premier à permettre la création à Châteauroux d'un réseau SOE, le réseau Lucas-Autogiro, avec comme chef Pierre de Vomécourt. Ce dernier a très vite quitté Châteauroux pour Paris afin d'y créer ses réseaux.
Max Hymans prend les contacts nécessaires pour créer le réseau de Châteauroux. Les premières recrues sont des amis de la SFIO, à commencer par Jean Pierre-Bloch qu'il présente en août à Jacques Vaillant de Guélis, citoyen britannique malgré son nom, officier d'état-major de la section F du SOE. Max Hymans et Georges Bégué ont réceptionné Jacques Vaillant de Guélis lors d'un atterrissage dans l'Indre. Il est en général interdit à un officier d'état-major d'être parachuté en France : en effet, s'il parle, c'est toute l'organisation qui tombe. Il n'y eut que deux exceptions, Jacques Vaillant de Guélis et Peter Churchill. Peter Churchill est arrivé en France en sous-marin le 9 janvier 1942, depuis Gilbraltar, pour essayer de régler le problème du réseau Carte d'André Girard, qui refusant toujours de se rallier au général de Gaulle, devenait un problème pour le SOE. Un parachutage de saboteurs devant avoir lieu pour bientôt, Guélis en confie l'organisation à Jean Pierre-Bloch en Dordogne, car il y a eu beaucoup de survols dans l'Indre. La population et la gendarmerie comprennent bien qu'il se passe quelque chose, ils ne disent rien, mais cela inquiète Georges Bégué.[pas clair]
Durant l'été, a lieu à Lyon un congrès clandestin du Parti socialiste. Max Hymans n'en est pas informé, bien que ce congrès soit présidé par un de ses amis, Félix Gouin, en présence de quelqu'un avec qui il est en contact permanent, Jean Pierre-Bloch. Il n'est en effet plus considéré par les socialistes comme membre du parti, ce qui aura pour lui de graves conséquences à Alger, et en France après la Libération.
Dans la nuit du 6 au 7 septembre, six agents du SOE sont parachutés, il s'agit de Benjamin Cowburn « Benoit », Victor Gerson « René », George Langelaan « Marcel » (porteur d'une lettre pour Edouard Herriot signée de Winston Churchill, lui demandant de rejoindre L'Angleterre), Jean du Puy « Camille », Michael Trotobas « Michel », André Bloch « Georges IX » sur le terrain de Tendu et réceptionnés par un comité de cinq personnes : Max Hymans, Georges Bégué, Auguste Chantraine, Ernest Chantraine (frère d'Auguste), et leur ouvrier agricole.
Deux des agents parachutés cette nuit-là, Camille du Puy et Georges Bloch devant rejoindre le réseau Autogiro à Paris sont passés en zone nord à Chabris, grâce à M. Boivin. Max Hymans et Georges Bégué ont assisté à ce passage.
Le 2 octobre, la radio, émet le message de mise en alerte, « Gabriel vous envoie ses amitiés ».

#### Entrée dans la clandestinité (octobre 1941)
Le 3 octobre, Gerry Morel, en mission pour le SOE depuis un mois, est arrêté. Gerry Morel avait pensé que pour se rendre à Limoges, il valait mieux descendre dans une petite gare, de bonne heure, et faire le reste du chemin à pied, plutôt que de descendre dans une grande gare, comme celle de Limoges, qu'il pensait surveillée. Mais il se trahit par son ignorance du « jour sans ». Il est dénoncé et arrêté par les gendarmes locaux. S'agissant d'une affaire touchant à la sécurité de l'État, il est remis à un commissaire spécial. Après l'affaire Dreyfus, le gouvernement, devant les erreurs de l'armée, avait confié le contre-espionnage au ministère de l'Intérieur, ce qui a entraîné la création d'un corps de commissaires spéciaux et d'une police spéciale[pas clair], que l'on trouve surtout dans les gares et les ports. Parmi les nombreuses adresses découvertes dans ses papiers, la police retient particulièrement celle de Marcel Fleuret. Morel reconnaît que cette adresse lui a été indiquée comme boîte aux lettres à utiliser au cas où il aurait besoin de se mettre en rapport avec Londres. Dans cette éventualité, il doit remettre à ce garage un pli au nom de « Monsieur Georges » (Georges Bégué). La police perquisitionne le garage Fleuret le 4 mars, alors que Max Hymans s'y rend ce jour-là.
D'après un rapport de police du 4 octobre 1941.
En fin d'après-midi, en rentrant à son domicile en compagnie de sa fille, Madame Fleuret trouve la police en train de perquisitionner. Son mari, emmené par la police, lui dit « Voilà dans quel pétrin on m'a mis ». Cette déclaration de Fleuret adressée à sa femme, mais destinée à la police, le fait plutôt passer pour une victime que pour un résistant actif, elle sera efficace. En effet, il sera libéré en 1944. Lors de la perquisition, la police n'a pas trouvé la boîte aux lettres qui était cachée dans le moyeu d'une roue. Apprenant que Max Hymans doit venir, la police, au lieu de monter une souricière, charge Mme Fleuret de les prévenir de son arrivée. Un quart d'heure après le départ de Fleuret, Max Hymans arrive. Aussitôt, il remonte en voiture et part prévenir Georges Bégué[pas clair]. Par la suite, elle fera prévenir par sa fille la famille de Max Hymans résidant à Châteauroux (c'est-à-dire son frère), et ne livrera à la police le courrier destiné à Georges Bégué qu'avec un grand retard, déclarant l'avoir oublié, ce que la police jugera plausible.
Il échappe de peu à la police et entre dans la clandestinité. Il envoie une lettre codée à Jean Pierre-Bloch : « Mon cher ami, je te remercie des boîtes de foie gras [Jean Pierre-Bloch s'était retiré à Villamblard comme fabricant de conserves de foie gras] que tu m'as envoyées. Malheureusement, deux étaient tournées et j'ai dû les jeter [Jean Pierre-Bloch interprète : « Il y avait deux mouchards à l'affût lors de notre dernière rencontre à Châteauroux. La police est à mes trousses. Notre affaire est éventée. »]. J'ai bien d'autres mauvaises nouvelles à t'envoyer. J'ai eu avec ma femme une violente querelle, trop violente, et j'ai quitté le domicile conjugal. Ne m'écris plus et n'essaye pas de me revoir — Frédéric. » Pendant huit jours, le message d'alerte est répété à la BBC, puis c'est le message final, annonciateur d'une opération de parachutage, « Gabriel va bien ».
Cette opération a lieu dans la nuit du 10 au 11. Le SOE parachute, pour la première fois en même temps en France des agents et des armes, à Beleymas, non loin de la propriété que Jean Pierre-Bloch possède à Villamblard. Pour accueillir les quatre agents et récupérer les deux conteneurs d'armes, le comité de réception est constitué de Jean Pierre-Bloch, Édouard Dupuis, maire de Villamblard et Albert Rigoulet.

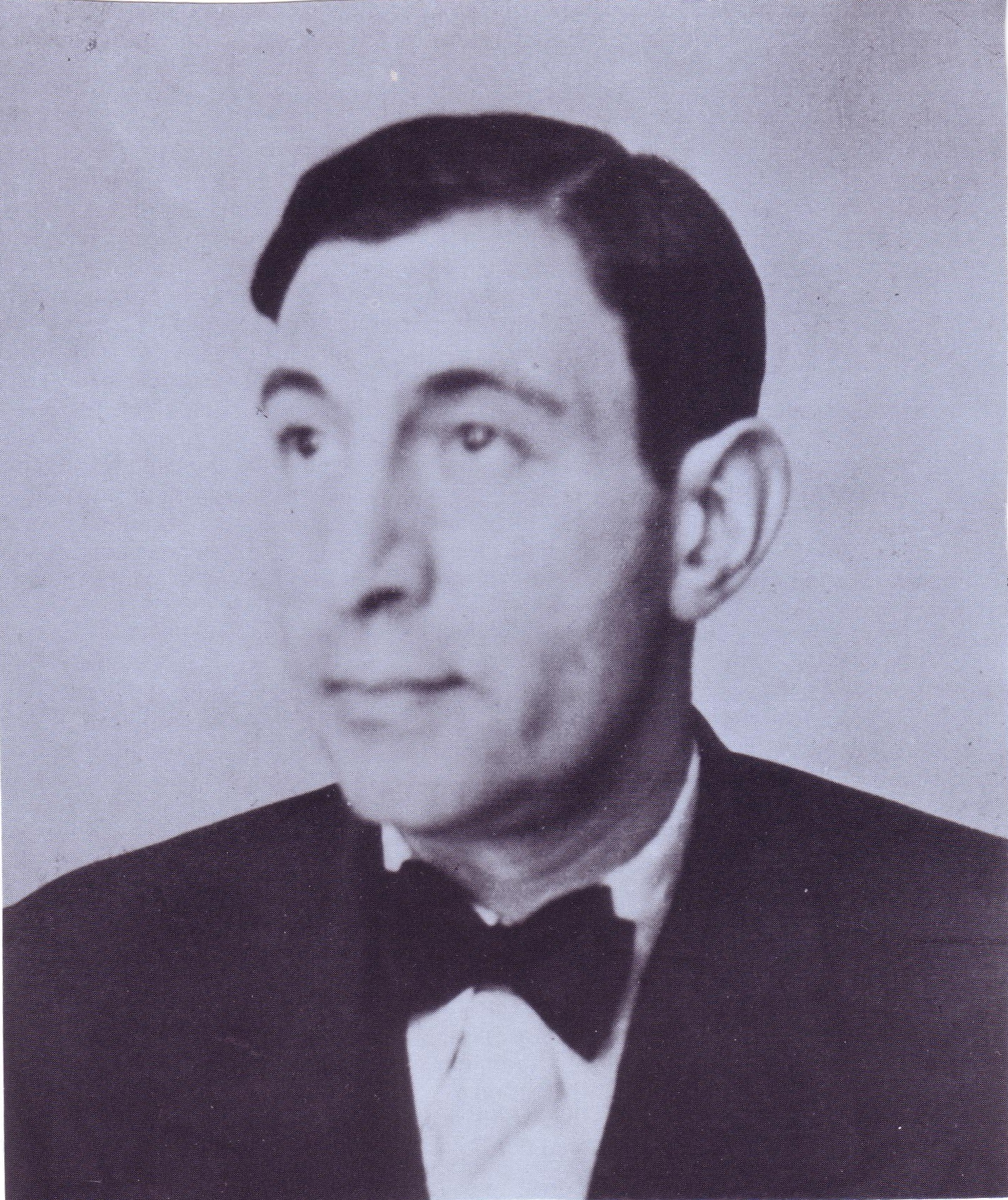
Photographie de Max Hymans en clandestinité.

Désormais, Max Hymans est activement recherché. Le ministre de l'intérieur, Pierre Pucheu, se fait fort d'« avoir la peau d'Hymans ». Mais celui-ci se déplace sans cesse : Toulouse, Marseille, Lyon, Paris, Antibes, Chambéry, en général chez des relations d'André Girard. Il vit sous différents pseudonymes et modifie son aspect physique.
Un tribunal militaire de Lyon le condamne à mort par contumace « pour réception d'armes et complot contre la sûreté de l'État ».

#### Départ pour Londres par Gibraltar (mars-juillet 1942)
En mars 1942, il est hébergé à Lyon par Lucie et Raymond Aubrac. Il doit quitter la France grâce à Virginia Hall, agent du SOE en poste à Lyon, officiellement correspondante en zone non occupée du quotidien américain New York Post. Londres veut le plus rapidement possible un rapport de Max Hymans sur l'activité du SOE dans l'Indre, dans le midi où il y a eu des arrestations, sur le réseau CARTE, et enfin dans toute la France.
Viginia Hall organise un départ en sous-marin à partir d'Antibes. L'agent du SOE à Antibes est le Dr Elie Levy, médecin, voisin, et ami de Max Maurey. C'est par son gendre Max Hymans, qu'il est entré au SOE. Sa villa, 31 boulevard du Maréchal-Foch, servait de point de passage pour les cadres de la résistance comme Jean Moulin, d'Astier de La Vigerie, etc. quand ils quittent la France pour Londres via Gibraltar. Malheureusement un contrôle en gare à Lyon lui fait manquer le train prévu. Après l'avoir attendu vainement, le sous-marin qui se trouve plage de la Garoupe repart sans lui. Le SOE utilise largement la voie maritime depuis Gibraltar, avec des bateaux de pêche à équipages polonais, des felouques et des sous-marins,.
Il va quitter la France grâce à un réseau d'évasion plus classique en traversant l'Espagne. Il est accompagné de Félix Gouin et de deux jeunes résistants gaullistes. Il part pour l'Espagne sous le nom de Frédéric Glen. Lors de l'inauguration du monument consacré à la mémoire des agents du SOE britanniques morts pour la France, à Valençay, l'un d'entre eux, Jean-Louis Thomas, a envoyé une lettre à Mme Hymans, dans laquelle il lui raconte ce voyage. Âgé de 20 ans, il avait reçu comme consigne de protéger dans la mesure du possible, les deux hommes politiques qui l'accompagnaient, et dont il ignorait la véritable identité. Le rendez-vous est fixé à Collioure, ils traversent  les Pyrénées sans guide. Max Hymans, Félix Gouin, et Jean-Louis Thomas sont arrêtés par la Garde civile à la gare de Figueras, en essayant de prendre un train de fret roulant au ralenti. Ils sont emprisonnés successivement à Gérone, Barcelone, Saragosse, enfin au camp de Miranda. Max Hymans se déclare Canadien, ce qui lui permet d'expliquer son mauvais anglais.
En juillet 1942, l'Espagne, comme de nombreux pays, conduit sa politique étrangère en tenant compte de l'évolution de la situation militaire. En 1942, après l'attaque allemande contre l'URSS (juin 1941) et l'entrée en guerre des États-Unis (décembre 1941), la victoire de l'Allemagne n'est plus aussi certaine qu'en 1940. Franco coopère donc en sous-main avec les Britanniques. C'est pourquoi, à la suite d'une demande du consulat britannique de Barcelone, ils sont libérés et peuvent quitter l'Espagne par Gibraltar, et rejoindre l'Angleterre.

### La France libre

#### Au service de la France libre à Londres (à partir d'août 1942)
À Gibraltar, Max Hymans a un entretien avec le général de Gaulle, alors que celui-ci rentre d'Haïfa, après que les Anglais lui ont refusé l'entrée en Syrie, sous contrôle du régime de Vichy depuis la signature de l'armistice de Saint-Jean-d'Acre le 14 juillet 1941.
À Londres, il partage avec Félix Gouin un petit appartement au n° 18 Hyde Park, en raison de la pénurie de logements dans la capitale anglaise.
En août 1942, il devient l'un des intervenants réguliers dans l'émission de la BBC Les Français parlent aux Français que dirige Maurice Schumann. Il intervient sous les noms de Granpré et Fromuzeau (« Fromuzeau » venant de from Muzeau, du nom du lieudit de sa première habitation à Valençay). Il souhaite, par des pseudonymes faciles à déchiffrer, être reconnu par ses électeurs. Il incite les agriculteurs à résister aux demandes de livraison de produits agricoles aux Allemands, faites par l'intermédiaire de Vichy, et à les vendre directement aux habitants des villes. Ses discours déclenchent des incendies de récolte et de matériel agricole, en particulier dans le Berry.
Le 12 octobre 1942, il est radié du barreau de Paris.
Le général de Gaulle lui confie plusieurs missions. Nommé secrétaire général du Comité central d'aide aux prisonniers, il met en place l'envoi aux soldats français prisonniers en Allemagne (1 600 000, 1 400 000 en janvier 1942) de colis provenant des États-Unis (notamment du Free French Relief Committee à New York), du Canada, d'Afrique du Nord (Œuvre du colis d'Algérie et du Maroc) et d'Amérique latine. Les uns sont offerts, les autres achetés grâce à l'or de la Banque de France déposé aux États-Unis. Il arrive à faire livrer, malaisément en raison des destructions dans les ports d'arrivées (Naples et Marseille), et des chemins de fer allemands, jusqu'à 800 000 colis par mois, distribués aux prisonniers de guerre par la Croix-Rouge.
Il participe aux délibérations du « groupe des parlementaires français adhérents à la France Combattante », dont le président est Félix Gouin. Les autres membres de ce groupe sont Paul Antier, député indépendant de la Haute-Loire, premier parlementaire à avoir rejoint le général de Gaulle, Jean Pierre-Bloch, Lucien Galimand, Fernand Grenier, Louis Jacquinot, André Maroselli, Pierre Mendès France, Jules Moch, Henri Queuille, Pierre Viénot, et André Philip.

#### Le débarquement allié en Afrique du Nord (8 novembre 1942) et le message à Roosevelt
Le 9 novembre , le lendemain du débarquement allié en Afrique du Nord, la situation du général de Gaulle apparait critique. En effet, il n'a été informé par les Alliés de cette opération majeure qu'à 2 h du matin, quatre heures seulement avant le début des combats, alors que ce sont des territoires sous le contrôle de la France (protectorats du Maroc et de la Tunisie, départements français d'Algérie). Très vite, le Maroc et l'Algérie passent sous le contrôle des Alliés, l'armée de Vichy n'opposant pas de résistance sérieuse. En revanche, la Wehrmacht réussit à occuper la Tunisie à partir de la Libye, et, le 11 novembre, la zone libre de métropole sera occupée à son tour (par les armées allemande et italienne).
Les Américains trouvant à Alger l'amiral Darlan, venu en visite de Vichy, pensent qu'il ferait un excellent gouverneur pour l'Afrique du Nord. Le président Roosevelt est en effet hostile au général de Gaulle, qu'il considère depuis 1940 comme un putschiste d'extrême droite ; il a en revanche de la sympathie pour Pétain et le régime de Vichy, avec lequel les États-Unis ont toujours des relations diplomatiques, contrairement au Royaume-Uni. Quant aux Britanniques, ils ont exfiltré de France métropolitaine, grâce au SOE, le général Henri Giraud, très conservateur, pour occuper ce poste, Churchill étant à ce moment remonté contre de Gaulle.
Le jour même du débarquement, plusieurs parlementaires de la France libre, Félix Gouin, Max Hymans, Jean Pierre-Bloch, Pierre Mendès France et Paul Antier, écrivent au président Roosevelt, pour lui faire savoir qu'« au cours de ces deux dernières années, le peuple français a considéré le général de Gaulle comme le symbole de la Résistance ». Il s'agit de faire comprendre au président des États-Unis que le général de Gaulle n'est pas un officier  fascisant. Sauf Antier, tous les signataires sont francs-maçons, comme Roosevelt.
Dans l'immédiat, ce message n'a pas d'effet, puisque Darlan est nommé haut-commissaire français en Afrique du Nord ; après son assassinat (24 décembre 1942), les Alliés reconnaissent le général Giraud comme chef de l'Armée d'Afrique (Juin, de Lattre), opposée à l'armée de la France libre (Leclerc). Ce n'est qu'au cours de l'année 1943 que de Gaulle et la France libre vont prendre l'ascendant sur Giraud.

#### Transfert à Alger (août 1943)
Le 19 janvier 1943, il est nommé au commissariat à la Justice et à l'Instruction publique.
Le 3 juin 1943 est constitué le Comité français de libération nationale (CFLN), qui regroupe la France libre (Londres) et les organes d'Alger, Giraud et de Gaulle étant coprésidents du Comité, qui siège à Alger. 
En juillet 1943 a lieu le débarquement allié en Sicile. 
En août 1943, Max Hymans cesse ses interventions à la BBC. Il arrive à Alger le 13 août. Le général de Gaulle le nomme directeur des Transports aériens au sein du CFLN. Il lui demande aussi d'étudier la possibilité de mettre en place un service aérien pour importer du riz depuis Madagascar. Lorsqu'il se rend dans cette île, il fait un rapport détaillé sur les lignes aériennes militaires (LAM), dont le directeur était Lionel de Marmier.
La campagne d'Italie commence en septembre 1943. L'Italie, où Mussolini a été renversé le 25 juillet, signe l'armistice dès le 3 septembre. Le 8 septembre commence la libération de la CorseLa Corse va être libérée par une coalition regroupant la résistance locale (principalement les communistes), l'armée italienne, le SOE et le général Giraud, ce qui était ce que le général de Gaulle redoutait le plus. Cela va s'avérer extrêmement positif pour la France libre. En effet, quand les Alliés vont voir que les résistants communistes en armes font voter les hommes à main levée devant les mairies. Ils vont comprendre que seule une libération de la France par le général de Gaulle peut empêcher une prise de pouvoir par les communistes. Ils vont donc changer totalement leur politique vis-à-vis de la France libre, et par conséquent le SOE va se mettre entièrement à la sa disposition.
Max Hymans se rend un moment en France. À Antibes, son beau-père voit un inconnu frapper à sa porte. Il ne le reconnait pas, il s'agit de Max Hymans venu en sous marin d'Alger, puis déposé plage de la Garoupe au Cap d'Antibes. En regardant la photo qui se trouve sur ce site prise durant sa clandestinité, on comprend qu'il ne l'ait pas reconnu, avec sa moustache rasée, amaigri, ses cheveux longs et peignés dans le sens contraire. De plus, il le croyait toujours à Londres, et puis comment comprendre qu'il soit habillé de façon impeccable ? Il était revenu pour prendre contact avec les anciens membres du réseau Carte, et les convaincre de reconnaître enfin l'autorité du général de Gaulle. Il est revenu également pour des raisons privées, il était très inquiet au sujet de sa famille, et ce voyage lui a permis d'être rassuré par Max Maurey sur le sort de sa mère, de sa femme, et de son fils, c'est à ce moment qu'il apprit que sa famille se cachait chez un cousin germain de Mme Maurey, Yvon Leroy au 10 rue de Douai. 
Le SOE, qui alors travaillait totalement de concert avec la France Libre, possédait un camp d'entrainement à 20 kilomètres à l'ouest d'Alger au "Club des Pins", où il formait des chefs de maquis. Il s'agissait d'Anglais membres du SOE, d'Américains membres de l'Office of Strategic Services (OSS) et de Français. Les Alliés craignaient que, sans la présence d'officiers nationaux, les maquis ne tombent dans les mains des communistes. Ils avaient peur de réquisitions extravagantes chez les agriculteurs, ce qui les auraient montés contre la France Libre, et de bains de sang inutiles, les maquis n'ayant ni l'armement, ni l'expérience pour affronter directement l'armée allemande.
Lors de son premier départ pour Londres, il avait découpé au ciseau des pages de journaux. Il en avait emporté avec lui la moitié, Mme Redon en gardant l'autre, il les a remis au SOE, ce qui a permis à des parachutistes d'être hébergés chez elle en lieu sûr. Elle vérifiait que les deux parties du même journal s'emboîtaient exactement. Ce fait ne peut pas être documenté, en particulier parce qu'il a fait ce voyage sous un faux nom, que nous ignorons. Les voyages se faisaient à partir d'Alger, mais les registres étaient tenus à Gibraltar, par la marine britannique. Il n'y apparaît pas car non seulement les noms étaient souvent faux, mais les passagers étaient quelquefois cités par leur fonction, et non par un nom, par exemple : agent SOE, homme politique français, etc.,.

#### Échec à l'Assemblée consultative (septembre 1943)
Premier échec : le Comité Français de Libération Nationale a créé le 17 septembre l'Assemblée consultative provisoire. Celle-ci comprenait vingt membres de la Chambre des Députés, telle qu'elle se composait au jour de la déclaration de guerre. C'est-à-dire trois communistes, cinq socialistes, cinq radicaux et centre gauche, huit centre et droite, de quarante-neuf représentants des mouvements de la Résistance métropolitaine, de douze représentants de la Résistance extra-métropolitaine, de douze délégués élus des conseils généraux des territoires déjà libérés. 
Max Hymans est nommé dans le quota réservé aux socialistes. Le parti socialiste interdisant à tout néo-socialiste de le représenter, il a dû écrire au secrétaire général de l'Assemblée consultative provisoire qu'il n'était pas candidat, afin d'éviter une invalidation. Le prétexte en était qu'il avait voté en faveur des pleins pouvoirs au Maréchal Pétain en 1940. Pourtant, il avait été prévu une dérogation pour faits de résistance, mais le parti socialiste ne l'a pas utilisée.

### Fin de la guerre (août 1944-mai 1945)

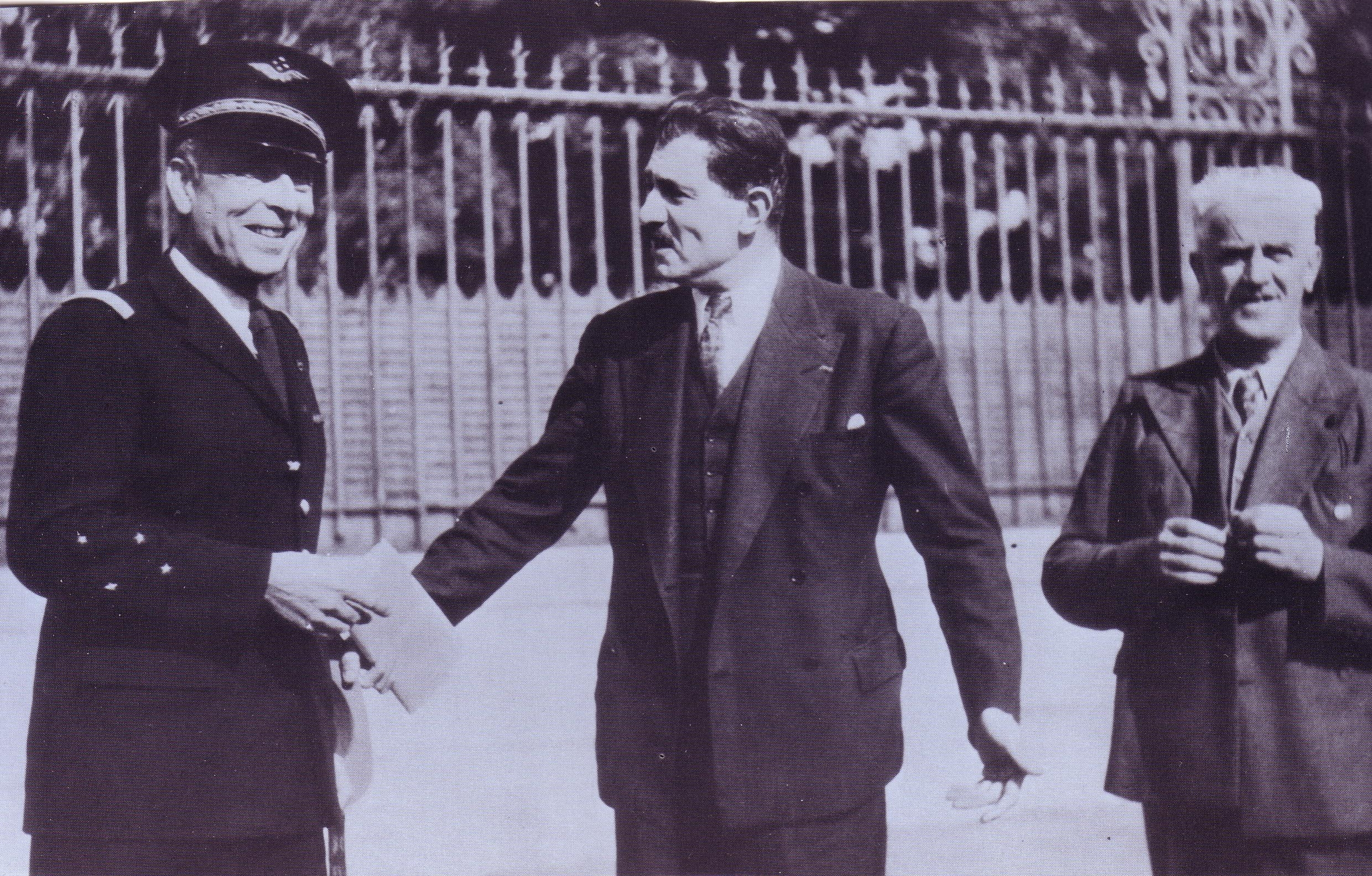
Retrouvailles du général François d'Astier de La Vigerie, à gauche, de Max Hymans, au centre, et d'André Parpais, à droite, devant les grilles de la préfecture de Châteauroux en septembre 1944.

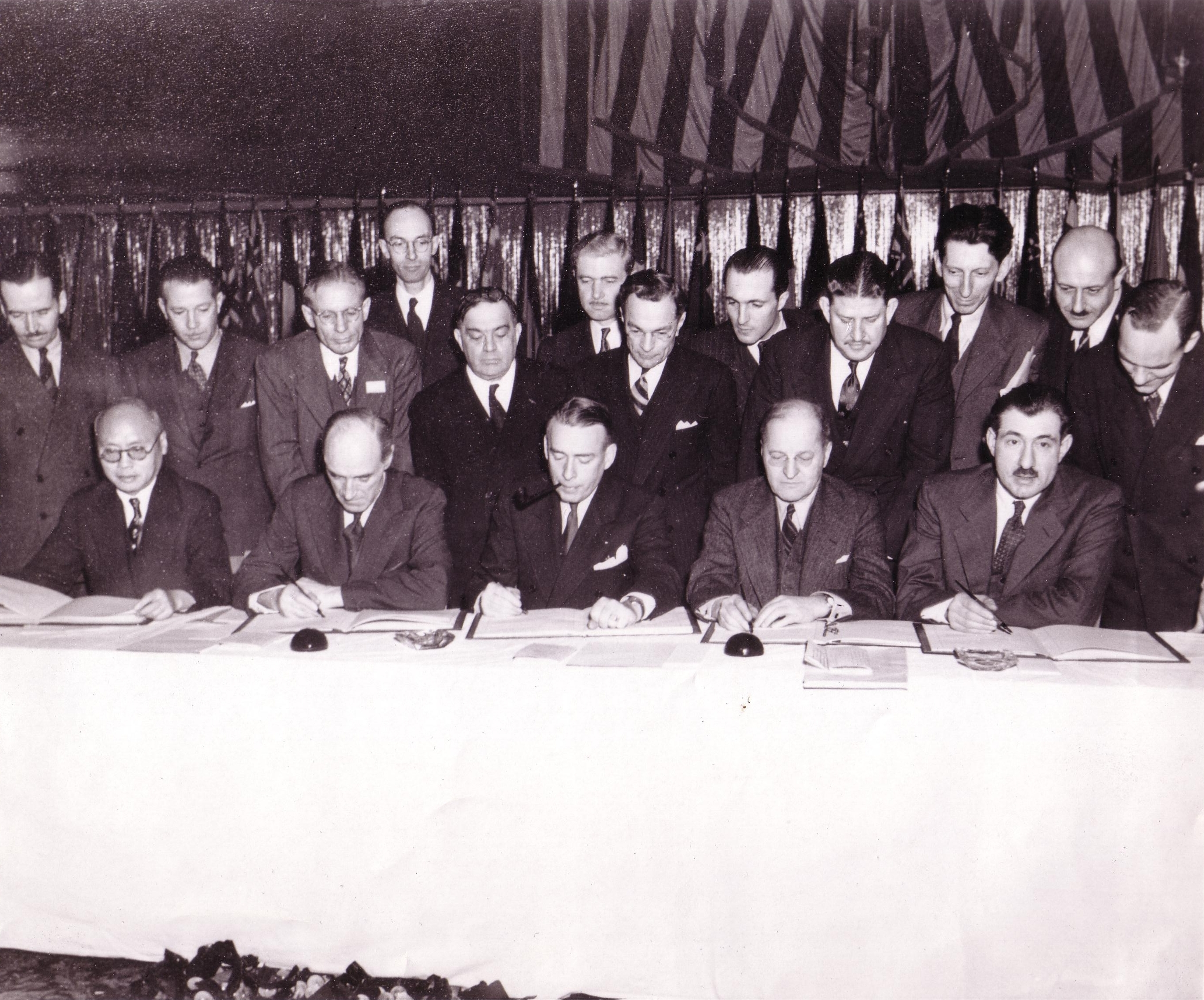
Max Hymans signant l'accord de fondation de l'Organisation de l'aviation civile internationale en 1944 à Chicago.

- Retour en France métropolitaine. Il atterrit le 28 août à l'aéroport d'Évreux et retrouve sa femme qui se cachait à Paris. En 1943, trois gendarmes de Vichy étaient venus à Valençay arrêter sa mère, sa femme et son fils aîné. Son beau-père Max Maurey les avait alors convaincus que les Allemands allaient perdre la guerre et que son gendre témoignerait en leur faveur s'ils les aidaient, donc ils ont télégraphié à Vichy que Madame Hymans et son fils avaient disparu et Madame Hymans mère était mourante et intransportable. Par la suite Madame Hymans mère a été cachée chez des agriculteurs près de Valençay.
- La direction des Transports aériens est transférée d'Alger à Paris. Max Hymans en assure toujours la direction, sous la tutelle du ministre de l'Air du premier gouvernement de Gaulle, du 10 septembre 1944 au 21 novembre 1945, le communiste Charles Tillon. C'est la première fois dans l'histoire de France que des communistes vont participer à un gouvernement. Car, sous le Front populaire, ils s'étaient contentés d'un soutien sans participation.
- Il représente la France à la conférence de Chicago, lors de la création de l'Organisation de l'aviation civile internationale (OACI). Il est conseillé par Me Garnault, avocat spécialisé dans le droit aérien.
- Le 11 novembre 1944, le Congrès national extraordinaire des cadres des fédérations socialistes reconstituées dans la Résistance décide de le réintégrer au sein de la SFIO, avec huit autres parlementaires ayant voté les pleins pouvoirs au maréchal, en raison des services rendus à la Résistance.
- À la demande de son beau-père, il se démène pour faire libérer Sacha Guitry. Ce dernier en gardera une grande reconnaissance à la famille Maurey, et ne fera désormais jouer ses pièces qu'au théâtre des Variétés. Il offrira à Max Maurey le magnifique buste d'Offenbach qui se trouve actuellement dans le fumoir du théâtre.

### Immédiate après-guerre (mai 1945-janvier 1946)

#### Nationalisation d'Air France (16 juin)
Le 16 juin, Air France est nationalisée à la demande de Charles Tillon, qui aura été le dernier ministre de l'Air. 
Après l'armistice de 1940, tout service avec l'étranger avait été interrompu, et Air France placée sous la tutelle de l'État Français. Son siège est transféré à Marseille, en zone libre. Le choix de cette ville s'explique par la proximité d'une importante base d'hydravions sur l'étang de Berre. Après l'invasion de la zone libre, toutes les liaisons vers l'Afrique sont suspendues. En Afrique du nord et en Afrique noire, elle continue son activité, sous l'autorité de sa direction locale située à Alger. Après la prise du pouvoir par le général de Gaulle, elle est dissoute et remplacée, le 30 juin 1943, par les Réseaux aériens militaires français (RAMF), sous la direction de Lionel de Marmier. Le 1er juillet 1944, elle prend le nom de Transports mériens Militaires (TAM). Enfin le 9 août 1944, elle est réunifiée lors de sa réquisition, en vertu de divers textes sur la militarisation de l'aéronautique civile en temps de guerre.
La nationalisation d'Air France ne signifie pas un monopole des transports aériens, le gouvernement s'était laissé la liberté d'octroyer des exploitations de ligne par décrets pour des périodes exceptionnelles, mais de fait automatiquement renouvelées.
Aucune raison n'a jamais été donnée par le gouvernement pour la nationalisation d'Air France, qui ne figurait, ni sur le programme du Conseil national de la Résistance, ni dans le discours du général de Gaulle du 2 mars 1945. C'est ce qui l'a fait classer par Robert Esperou comme une nationalisation-sanction.

#### Conseiller général de l'Indre (30 septembre)
Le Comité local de libération nationale de Valençay déclare Max Hymans éligible. Il est ainsi éligible au conseil municipal et au conseil général. 
Le 30 septembre, il est élu conseiller général de Valençay avec 2 545 voix, contre 1 830 au candidat communiste Lemoine, grâce à l'élection de dix conseillers généraux socialistes, il en devient le président pour six ans.

#### Élections à l'Assemblée constituante (21 octobre)
Le 21 octobre ont lieu les premières élections d'après guerre. Mais le Comité départemental de libération nationale de l'Indre le déclare inéligible en raison de son vote en faveur du Maréchal le 10 juillet 1940. Il est donc inéligible à la première Assemblée Constituante.
Il lui est reproché d'avoir agi isolément et d'avoir travaillé pour un réseau anglais. Le délégué communiste va jusqu'à dire, lors de la réunion du Comité départemental : « On affirme que Max Hymans a fait de la Résistance, mais moi je ne l'ai jamais vu dans un maquis ! ». Sa carrière politique est brisée au niveau national.

### De 1946 à 1961

#### Directeur de l'aviation civile (janvier 1946-mai 1948)
Le 19 janvier, le Gouvernement provisoire de la République française le nomme à la tête du Secrétariat général à l'aviation civile et commerciale (SGACC). C'est une des dernières décisions prises par le Général de Gaulle avant sa démission le lendemain, le 20 janvier. 
Il y tenait donc tout particulièrement. 
Max Hymans a comme ministre de tutelle, Jules Moch. Il prend comme directeur de cabinet Georges Bégué qui avait terminé la guerre comme chef des transmissions du Commandement suprême des alliés en Europe (SHAEF) à Londres. Lors de sa nomination à la présidence d'Air France, le 4 août 1948, Max Hymans le nommera, à compter du 1er octobre, représentant du Secrétariat Général à l'Aviation Civile et Commerciale à Washington, puis l'aidera à intégrer une entreprise de radio-télécommunication dont Air France était un client, "l'Atlantic Rechearch Corporation". Il va créer les structures du SGACC et choisir les hommes qui les dirigeront. Il reconstruira en priorité les sept aérodromes les plus à mêmes de rétablir la puissance et le prestige français, c'est-à-dire : Paris/Orly, Marseille/Marignane, Alger/Maison Blanche, Dakar, Saïgon, Pointe-à-Pitre et Fort de France. Le Secrétariat Général à l'Aviation Civile et Commerciale (SGACC) deviendra en 1976, la Direction générale de l'Aviation civile (DGAC), lors de la disparition des secrétariats généraux dans l'administration.
Il va conseiller le gouvernement dans la rédaction de la loi qui crée le statut d'Air France, d'autant plus qu'il sait qu'il en sera nommé président. Edgar Faure, qui était par principe hostile aux nationalisations, a fait échouer le vote de la loi qui instituait le nouveau statut d'Air France. Max Hymans suggère alors au gouvernement de faire d'Air France une société anonyme de droit privé qui remplit une mission de service public. Ce qui ne signifie rien dans la mesure où l'État et les collectivités locales devaient être propriétaires statutairement d'au moins 85 % du capital. Il s'agit de l'article 4 de la loi du 16 juin 1948, qui est ainsi rédigé : "En aucun cas, le total des actions souscrites par la deuxième catégorie (les personnes privées) ne pourra excéder 15 % du capital". De plus, il était prévu que le président et le directeur général soient nommés en Conseil des ministres. Cela a suffi à apaiser la droite et à faire voter cette loi,.
Réintégré à la Libération au barreau de Paris, il en démissionne définitivement le 1er décembre.Le 7 décembre 1947, il signe, au nom de la France, la Convention de Chicago qui établit les règles de l'air.
En mai 1948, il préside l'Assemblée de l’Organisation de l'aviation civile internationale (OACI).

#### Président d'Air France (4 août 1948-19 janvier 1961)
Le 4 août, il devient président d'Air France, avec comme directeur général Henri Ziegler, le futur Président de Sud-Aviation. Auparavant, il avait choisi Fernand Hederer, inspecteur général de l'Air, pour diriger après lui le Secrétariat Général à l'Aviation Civile. En effet, jusqu'en 1956 un représentant du Secrétariat général à l'Aviation civile siégeait de droit au Conseil d'Administration d'Air France. Il devra d'abord pacifier une entreprise dans laquelle une guerre larvée existait entre ceux qui venaient d'Alger, et ceux qui, restés en France, avaient dû collaborer. Air France avait dû assurer l'entretien des avions de la Lufthansa à Toulouse et prêter des équipages inemployés à cette Compagnie. Il associera le plus possible à ses décisions la CGT, qui dirigeait plus ou moins l'entreprise depuis 1944. Il le fera grâce à la présence statutaire de deux délégués du personnel au sein du Conseil d'Administration. Il lance un programme d'achat d'avions raisonné, en ayant le courage de s'opposer à la volonté du gouvernement d'acheter des appareils français, qui n'étaient pas au niveau mondial. Il leur préfère des avions d'excellente qualité : Douglas DC-3, Douglas DC-4, enfin des Lockheed Constellation, tous américains. Il adaptera constamment la flotte. il pense que la montée des nationalismes rendra de plus en plus difficile l'obtention de lignes nouvelles.
Comment expliquer à la CGT qui était alors le principal syndicat d'Air France, qu'il avait été un agent des services secrets britanniques, quand la lutte contre le "Grand capital anglo-saxon" était l'un de ses slogans préférés. Il va donc être des plus vagues quant à sa résistance, sans jamais entrer dans les détails, sans jamais citer le SOE, ni parler des parachutages, des sous-marins, etc. Cela ne signifie pas qu'il ne restera pas en contact avec ses camarades du SOE. Son secrétaire particulier, Paul Babet, un ancien du SOE, assistait aux réunions de "Libre Résistance" l'association des anciens de ce réseau, et il devait le tenir au courant des problèmes des uns et des autres. 
Il est élu à la présidence de l'OACI, organisation des Nations unies destinée à rationaliser le transport aérien.
René Brouillet, secrétaire général du Gouvernement tunisien, fait appel à lui. Car, les tunisiens manifestent le désir d'avoir leur propre compagnie aérienne. Max Hymans va régler les problèmes juridiques, techniques et financiers, permettant la naissance de Tunisair. Comme il l'avait déjà fait un an auparavant quand il était Secrétaire Général à l'aviation civile avec Air Algérie, et au Maroc avec Atlas Air, devenu par la suite Royal Air Maroc. Il pense que l'indépendance de ces pays étant inéluctable, il vaut mieux créer des compagnies amies avant, plutôt que d'avoir des compagnies hostiles après.

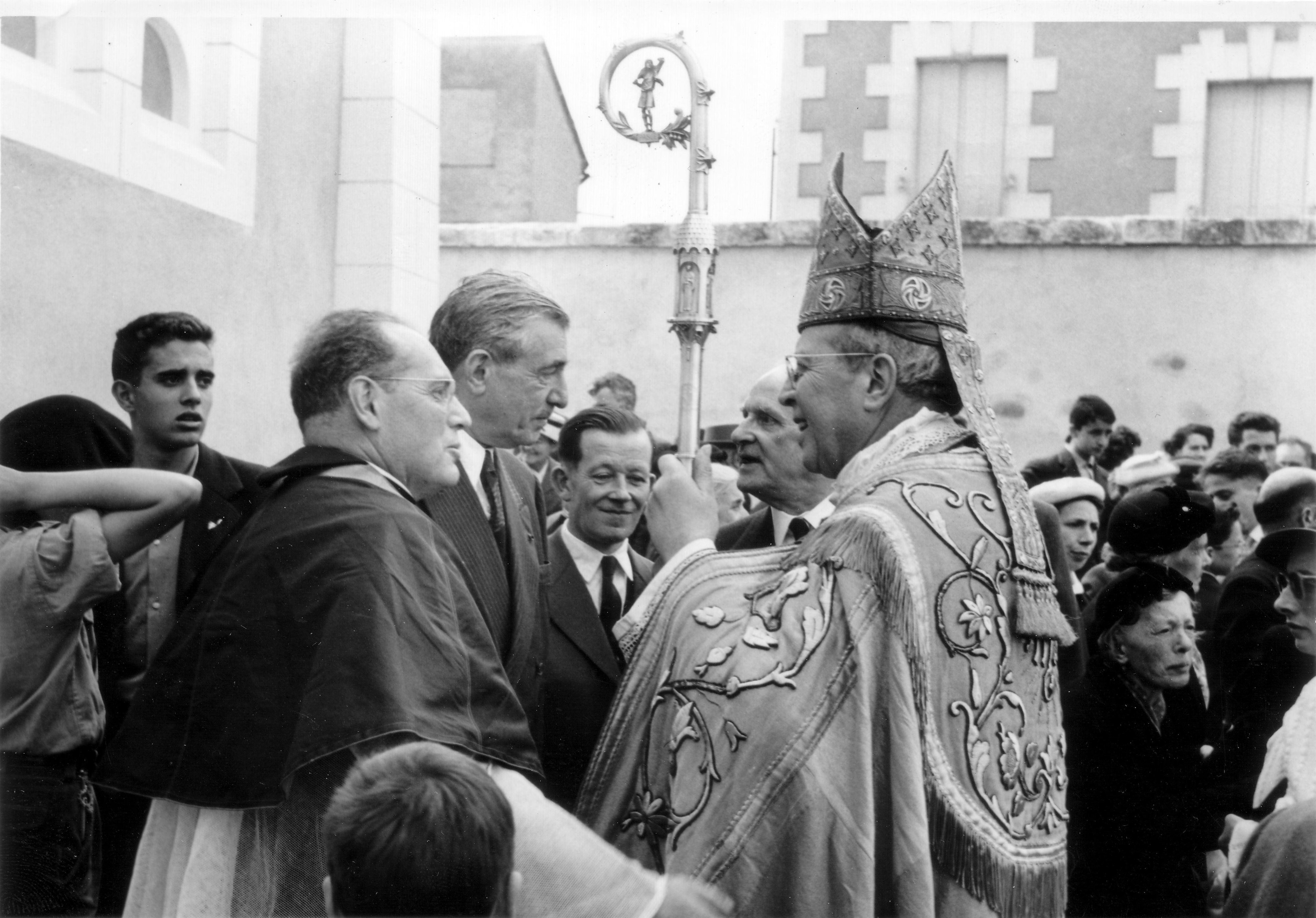
Max Hymans, maire de Valençay, accueillant l'archevêque de Bourges.

Le 21 mars 1949, il est élu maire de Valençay avec 2 662 voix, face au communiste Maxime Bonnet, qui en obtient 1 736.
- 1950

Après la défaite de 1940, le transport aérien a été vu comme un moyen permettant de retrouver une certaine grandeur. Les Anglais étaient encombrés par deux compagnies aériennes, l'Allemagne était absente, l'Italie aussi. C'est pourquoi le gouvernement a pris à sa charge 90 % du déficit des lignes internationales. Les bénéfices, sur les long-courriers de l'Union Française, permettaient de combler les 10 % restants. À quoi il fallait ajouter une subvention pour la formation du personnel navigant et une autre, à partir de 1951, pour l'exploitation des douze Breguet Deux-Ponts, entre Paris et Alger, que l'État lui avait imposée.
- 1952

Au cours d'une conférence donnée aux Ambassadeurs, (il s'agit du théâtre des Ambassadeurs, où avaient lieu des conférences prestigieuses, devenu aujourd'hui l'Espace Cardin). Il se prononce pour la création d'une compagnie aérienne fédérant les compagnies d'Europe Occidentale. La France se trouvant du côté des vainqueurs, Air France est en position de force face à l'Allemagne, mais avec le temps, il pense que celle-ci retrouvera sa position économique dominante en Europe, et qu'il faut donc profiter de la situation. Son projet, connu sous le nom d'Air Union, réunit, outre Air France, trois compagnies européennes : La Sabena, Alitalia et Lufthansa. Ce projet, pourtant bien avancé (le siège d'Air Union devait se trouver à Paris sur les Champs-Élysées dans l'hôtel Marcel Dassault), est finalement refusé par le gouvernement, lors du retour au pouvoir du Général de Gaulle. Il considérait qu'Air France, symbole de la France, devait rester entièrement français.
- 1953

Les appareils utilisés par les grandes compagnies étant plus ou moins les mêmes, Max Hymans va mettre en avant la "qualité française". Il fait recruter des cuisiniers des plus grands restaurants, ou des paquebots de luxe, et des stewards parmi les serveurs des grands hôtels comme le Ritz. L'exemple le plus symbolique en est le "Parisien Spécial", inauguré le 3 mars 1953, avec le Super Constellation L-1049, qui relie Paris à New York en vingt heures, escales comprises. Il comprenait les plus luxueuses installations jamais réalisées sur un appareil commercial, avec lits et cabines privées : en effet, huit cabines particulières sont transformées pour la nuit en cabines-chambres, avec des lits doubles, ainsi que deux salons avec seize fauteuils-couchettes, et bien sûr des repas gastronomiques. Le Super Constellation L-1049 est le premier avion qui, pour servir des plats chauds, est muni de fours au lieu de marmites isothermes.
- 1954

Signature des accords de Peïra-Cava, il s'agit d'une ville des Alpes-Maritimes située à 40 kilomètres au nord de Nice. Ils mettent fin à la concurrence franco-française dans les colonies, et y organisant le partage des lignes faisceau par faisceau. Air France se retrouve à égalité avec soit A.U.T soit la T.A.I. et garde ses positions en Afrique du Nord, grâce à la demande des compagnies de ces pays qui, devenus indépendants, souhaitent continuer à coopérer avec elle.
Il est élu président de l'International Air Transport Association (IATA) pour l'année 1954-1955.
Henri Ziegler quitte la direction générale d'Air France pour devenir directeur de cabinet du ministre des Transports. Max Hymans va alors assumer à la fois la présidence et la direction générale d'Air France.
- 1955

Dans son discours de fin de présidence de l'IATA, il préconise l'entrée de L'URSS dans cette association.
Il choisit Louis Lesieux en qualité de directeur général d'Air France, le ministre des Transports lui ayant rappelé que le statut d'Air France en prévoit un. Louis Lesieux conservera ce poste jusqu'en 1967.
- 1956

Signature simultanée et très médiatisée des premiers contrats d'achat d'avions à réaction. Il s'agit de 12 Caravelle et de 10 Boeing 707.
Le 2 janvier, Léon Boutbien est battu aux élections législatives dans l'Indre. Il l'avait été précédemment comme candidat au Conseil Général pour la ville de Buzançais. Les communistes obtiennent deux sièges, les radicaux deux également, et la S.F.I.O aucun. De plus la S.F.I.O, n'obtient qu'un nombre de voix très faible, les élections étant faites à la proportionnelle. La S.F.I.O arrive à 13 169 voix, les radicaux à 30 888, et les communistes à 41 531. Léon Boutbien avait-il été un bon choix ? On peut légitimement se le demander. En effet, la grande question de cette époque était l'adhésion ou la non-adhésion de la France à la CED (Communauté européenne de défense). Max Hymans en était partisan, mais il a gardé un silence total à ce sujet. À l'Assemblée Nationale, Léon Boutbien a voté en faveur de cette adhésion. Cette question était des plus sensibles dans l'Indre, la population de ce département y étant totalement hostile. Il faut se souvenir que la 2e division SS Das Reich se trouvait au repos à Montauban, au moment du débarquement de juin 1944, elle y reçut alors l'ordre de rejoindre la Normandie. Elle a dû effectuer ce trajet par la route, la Résistance ayant fait sauter toutes les voies ferrées. Son chemin fut semé de massacres, les plus connus sont le massacre de Tulle et le massacre d’Oradour-sur-Glane. Dans le département de l'Indre il y eut des exactions un peu partout. On comprend alors pourquoi c'était une erreur politique de voter en faveur de cette ratification. La population s'est sentie trahie par ce vote.
- 1957

Air France reçoit ses derniers Super Constellation, ils devront être abandonnés seulement trois ans plus tard au profit des Boeing 707.
- 1958

Grâce à l'allongement du rayon d'action du Lockheed Constellation "Super Starliner L 1649", le 26 janvier est inaugurée la ligne Paris/Tokyo par le pôle, avec escale à Anchorage en Alaska.
Dénonciation de l'accord aérien franco-américain conclu en 1946, due à la création, en 1957, par la Panamericain Airways, d'une liaison Los Angeles-Paris par le pôle sans réciprocité pour les Français.
- 1959

- 1960

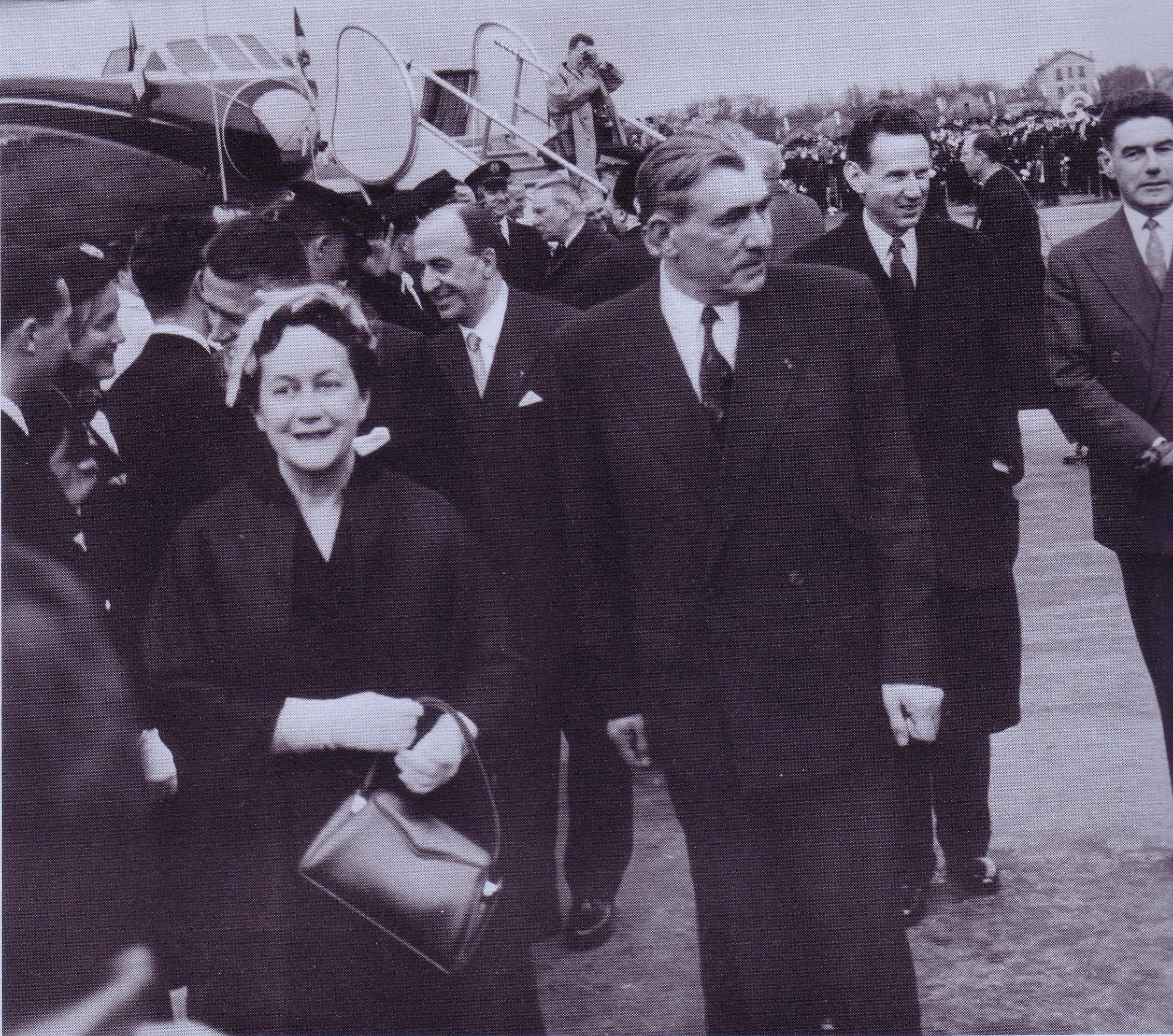
Max Hymans et Yvonne de Gaulle lors du baptême de la Caravelle Lorraine en 1959.

L'arrivée des avions à réaction provoque au quatrième trimestre une longue grève des pilotes, qui demandent l'établissement d'une réglementation nationale sur les règles du travail du personnel navigant.
- 1961

Janvier. le nouveau régime mis en place par le général de Gaulle, ne voulant pas montrer de faiblesse, réquisitionne le personnel navigant technique,. Certains pilotes quittent leur uniforme pour éviter cette réquisition.

#### Carrière politique de 1948 à 1961
En 1951, il est réélu au Conseil général de l'Indre, mais il en perd la présidence en faveur de Vincent Rotinat, élu CNI du canton de Neuvy-Saint-Sépulchre.
En 1957, il est réélu pour la dernière fois au Conseil général de l'Indre.
En mai-juin 1958 a lieu le retour au pouvoir du général de Gaulle, qu'il accompagne dans tous ses déplacements, qui sont nombreux : Algérie, Afrique noire, Amérique du Sud. Le général le consulte discrètement sur les questions économiques,.
Le 8 mars 1959, dernières élections municipales à Valençay. Trop fatigué pour faire campagne, il présente une liste de large union. Ainsi il n'y aura que deux listes : la sienne alliant les modérés, le centre, et le centre-gauche, et l'habituelle liste communiste.

#### Santé et vie personnelle de 1948 à 1961
Depuis la fin de la guerre, il fait une cure à Vichy, pensant que la fatigue qu'il ressent de plus en plus est due à un problème de foie. 
En 1954 : mort de sa mère. La même année, les médecins découvrent qu'il a un cancer du poumon, mais ne lui disent rien, car à l'époque on ne pouvait pas en guérir. Il avait une forte addiction au tabac, il prenait toujours ses notes sur des paquets de Gitanes.
En 1956, il apprend à l'Hôpital américain de Paris qu'il a un cancer et qu'il est condamné. Il pense néanmoins pouvoir guérir grâce aux rayons X, très en vogue à cette époque. Pour cela, il va se faire soigner plusieurs fois aux États-Unis.
En 1960, sa santé se détériore de plus en plus vite. Joseph Roos, qui lui succédera l'année suivante à la présidence d'Air France, déclare avoir été épouvanté au mois de juillet par son aspect physique, puis avoir été sondé dès ce moment par le ministre des Transports pour succéder à Max Hymans.

#### Président d'honneur d'Air France
Max Hymans ne se rend que trois fois à Air France, au cours du début du mois. Aphone, il rencontre les représentants syndicaux des pilotes pour les adjurer de ne pas porter un coup dur à la Compagnie. Le 17, il préside son dernier conseil d'administration, et présente son successeur Joseph Roos. 
Enfin, le 19, il vient démissionner de la présidence d'Air France, dont il devient président d'honneur. Il fait ses adieux à ses collaborateurs. 
Le 21, le général de Gaulle lui fait porter une lettre amicale l'élevant au grade de Grand Officier de la Légion d'honneur tout en l'encourageant à surmonter sa maladie.

### Mort et funérailles
Le dimanche 5 mars, René Brouillet, chef de cabinet du général de Gaulle, qu'il connaissait depuis 1944, vient le voir. René Brouillet a fait le récit complet de cette visite, dans Icare no 58, un des plus beaux textes jamais écrits sur Max Hymans. Sa mission officieuse était de voir l'état de Max Hymans, le général de Gaulle souhaitant venir lui remettre sa plaque de Grand Officier à son domicile. Le lundi 6, il manifeste le désir de revoir son ancien secrétaire particulier, Paul Babet, qu'il avait connu au SOE. Le mardi 7, il demande, par geste, au professeur Maurice Mayer, qu'il avait connu dans la résistance, de l'euthanasier. Il meurt à 17h10, à Saint-Cloud (Hauts-de-Seine). 
Il est enterré le vendredi 10 au cimetière du Montparnasse. Son éloge funèbre est prononcé par Edgar Faure au nom des parlementaires qui affirma : « C'est une grande chance pour un homme de faire coïncider sa vie avec sa mission », Jules Moch au nom des anciens du parti socialiste qui déclara : « Peu d'hommes ont eu la joie, comme lui, de vivre plusieurs vies en une seule », Vincent Rotinat, au nom du département de l'Indre, enfin Robert Buron, ministre des Transports, au nom du gouvernement.

## Mandats électoraux
- 1928 (avril) : député de l'Indre (SFIO) pour la deuxième circonscription
- 1931 (octobre)[80] : conseiller général de l'Indre
- 1932 : député de l'Indre (SFIO, puis PSdF)
- 1935 (mai) : conseiller municipal de Valençay (Indre)
- 1936 : député de l'Indre (USR, alliée au Front populaire), prorogé en 1939 jusqu'en 1942
- 1945 : président (SFIO) du Conseil général de l'Indre (jusqu'en 1951)[81]
- 1946 : maire (SFIO) de Valençay (jusqu'en 1961)

## Fonctions politiques occupées

### Sous la Troisième République
Il est notamment : 
- à la Chambre des députés 
  -  président de la Commission des Douanes et des Conventions
  -  membre de la commission du commerce et de l'industrie
  -  membre de la Commission des Finances
  -  rapporteur du budget de l'Air
  -  membre de la commission de la Législation Civile et Criminelle
  -  rapporteur du budget de l'armement
- au gouvernement : 
  -  sous-secrétaire d'État au Commerce et à l'Industrie dans le gouvernement Camille Chautemps (3), du 22 juin 1937 au 18 janvier 1938
  -  sous-secrétaire d'État aux Finances dans le gouvernement Camille Chautemps (4), du 18 janvier au 13 mars 1938.

Du fait de son départ de la SFIO vers l'USR il ne peut pas participer à des gouvernements socialistes, mais uniquement à des gouvernements radicaux. Ses postes ministériels sont liés à son rôle dans la guerre d'Espagne. En effet, Léon Blum conditionnait son aide aux différents cabinets Chautemps, à la continuation du soutien aux républicains espagnols, d'où sa nomination aux Finances. Les douanes dépendant du ministère des Finances, il était nécessaire de les contrôler pour faire transiter des armes vers l'Espagne.

## Distinctions
Max Hymans a reçu un nombre considérable de décorations en trois vagues, la première à l'occasion de l'Exposition de 1937, la deuxième en raison de son action durant la guerre, enfin la troisième pendant les années 1950/60 correspondant aux inaugurations de lignes en Amérique du Sud, les pays desservis ayant tenu à le décorer :
- Grand officier de la Légion d'honneur (20 janvier 1961)[82]
- Croix de guerre 1939-1945 (3 citations)
- Médaille de la Résistance française avec rosette par décret du 29 novembre 1946[83]
- Commandeur dans l'Ordre du Mérite postal (décret du 15 février 1955) (BO PTT 1955, 73 Cab 4, page 7)
- Ordre de l'Empire britannique à titre militaire (Officier)

Prix Edward Warner et sa grande médaille d'or, décernés à titre posthume par le Conseil de l'Organisation de l'aviation civile internationale (OACI), pour sa contribution éminente au développement de l'aviation civile (1963).

## Hommages

### Plaques
- Une plaque est apposée sur la maison d'où, grâce à lui, l'opérateur radio Georges Bégué, a pu envoyer vers Londres, le 9 mai 1941, le premier message radio. Adresse : 14, rue des Pavillons, Châteauroux (Indre).
- Un monument a été édifié à Beleymas (Dordogne) à l'endroit où a eu lieu le premier parachutage d'armes.
- Un médaillon, dû au sculpteur Paul Belmondo, a été posé dans le hall du nouveau siège social d'Air France, 45 rue de Paris à Roissy.

### Voies
- La ville de Paris a donné le nom de Max Hymans à un square (square Max-Hymans) du quartier Necker du 15e arrondissement, proche de la gare Montparnasse, près de l'ancien siège de la compagnie Air France.
- La commune de Valençay a donné le nom de Max Hymans à une rue et au stade municipal.
- La ville de Châteauroux a donné le nom de Max Hymans à une rue.

### Timbre
- Un timbre à son effigie a été émis par la Poste[85].
- Une médaille a été réalisée pour lui rendre hommage, en 1981, par Georges Guiraud, Grand Prix de Rome.